# Liste der Kulturdenkmale in Wolkenstein (Erzgebirge)

Wappen derer von Wolkenstein

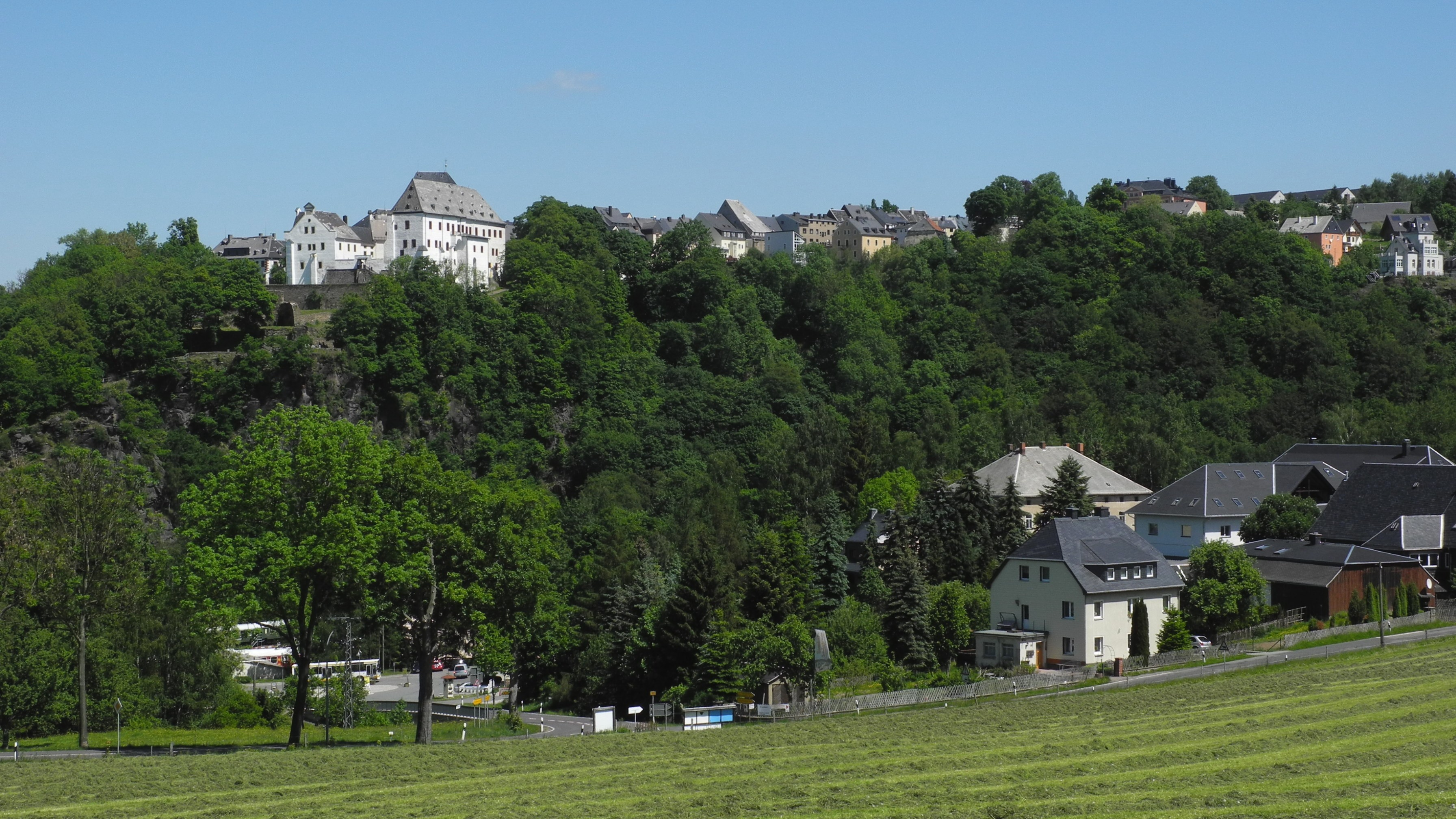
Wolkenstein mit Schloss

Die Liste der Kulturdenkmale in Wolkenstein enthält die Kulturdenkmale in Wolkenstein.
Diese Liste ist eine Teilliste der Liste der Kulturdenkmale in Sachsen.

## Legende
- Bild: Bild des Kulturdenkmals, ggf. zusätzlich mit einem Link zu weiteren Fotos des Kulturdenkmals im Medienarchiv Wikimedia Commons. Wenn man auf das Kamerasymbol klickt, können Fotos zu Kulturdenkmalen aus dieser Liste hochgeladen werden:
- Bezeichnung: Denkmalgeschützte Objekte und ggf. Bauwerksname des Kulturdenkmals
- Lage: Straßenname und Hausnummer oder Flurstücknummer des Kulturdenkmals. Die Grundsortierung der Liste erfolgt nach dieser Adresse. Der Link (Karte) führt zu verschiedenen Kartendiensten mit der Position des Kulturdenkmals. Fehlt dieser Link, wurden die Koordinaten noch nicht eingetragen. Sind diese bekannt, können sie über ein Tool mit einer Kartenansicht einfach nachgetragen werden. In dieser Kartenansicht sind Kulturdenkmale ohne Koordinaten mit einem roten bzw. orangen Marker dargestellt und können durch Verschieben auf die richtige Position in der Karte mit Koordinaten versehen werden. Kulturdenkmale ohne Bild sind an einem blauen bzw. roten Marker erkennbar.
- Datierung: Baubeginn, Fertigstellung, Datum der Erstnennung oder grobe zeitliche Einordnung entsprechend des Eintrags in der sächsischen Denkmaldatenbank
- Beschreibung: Kurzcharakteristik des Kulturdenkmals entsprechend des Eintrags in der sächsischen Denkmaldatenbank, ggf. ergänzt durch die dort nur selten veröffentlichten Erfassungstexte oder zusätzliche Informationen
- ID: Vom Landesamt für Denkmalpflege Sachsen vergebene, das Kulturdenkmal eindeutig identifizierende Objekt-Nummer. Der Link führt zum PDF-Denkmaldokument des Landesamtes für Denkmalpflege Sachsen. Bei ehemaligen Kulturdenkmalen können die Objektnummern unbekannt sein und deshalb fehlen bzw. die Links von aus der Datenbank entfernten Objektnummern ins Leere führen. Ein ggf. vorhandenes Icon  führt zu den Angaben des Kulturdenkmals bei Wikidata.

## Wolkenstein
| Bild                                    | Bezeichnung                                                                            | Lage                           | Datierung                                       | Beschreibung | ID       |
| --------------------------------------- | -------------------------------------------------------------------------------------- | ------------------------------ | ----------------------------------------------- | --- | -------- |
| Direkt Bild zu diesem Denkmal hochladen | Denkmalschutzgebiet Ortskern Wolkenstein (Vorschlag)                                   |                                |                                                 | | 09305769 |
| Direkt Bild zu diesem Denkmal hochladen | Schachtanlage des ehemaligen Johannesstollns                                           | (Karte)                        | ab 1538                                         | Bergbauhistorische Bedeutung. | 09206916 |
| Direkt Bild zu diesem Denkmal hochladen | Hochbehälter des Wasserwerkes                                                          | (Karte)                        | um 1905                                         | In Jugendstilformen, von orts- und technikgeschichtlicher Bedeutung. Durch Eckpilaster, Gesims und leicht geschweiften Giebel gegliedert. | 09206919 |
| Weitere Bilder                          | Stadtmauer                                                                             | (Karte)                        | vermutlich 16. Jahrhundert                      | Historische Stadtbefestigung von Wolkenstein, ortshistorische und ortsbildprägende Bedeutung. Von der Mauer sind zirka 900 m noch erhalten, zum Teil in Gebäude verbaut, zum Teil in unterschiedlicher Höhe frei stehend, nicht erhalten das 1859 abgebrochene Obere Tor (Marktstraße) und das ehemalige Neue Tor (Berggasse). | 09202120 |
|                                         | Mundloch des Hilfe Gottes Stollens                                                     | (Karte)                        | 16. Jahrhundert                                 | Bergbauhistorische Bedeutung. | 09206884 |
|                                         | Mundloch des Jungen Segen Gottes Stollens                                              | (Karte)                        | 16. Jahrhundert                                 | Bergbauhistorische Bedeutung. | 09206886 |
|                                         | Mundloch des Neuglücker Stollens                                                       | (Karte)                        | ab 1557                                         | Bergbauhistorische Bedeutung. | 09206885 |
| Weitere Bilder                          | Straßenbrücke über die Zschopau, mit Wappenstein                                       | Annaberger Straße (Karte)      | bezeichnet 1770                                 | Baugeschichtlich, verkehrsgeschichtlich und landschaftsgestaltend von Bedeutung. Steinbrücke mit vier Bögen, am Brückenkopf kursächsisches Wappen. | 09206844 |
|                                         | Postmeilensäule                                                                        | Annaberger Straße (Karte)      | bezeichnet 1724                                 | Viertelmeilenstein, verkehrshistorische Bedeutung. Viertelmeilenstein Nummer 5 von 1724 gehörte zum Postkurs Silberwagenweg Annaberg – Freiberg und steht an der Straße vom Markt zum Bahnhof. Die Mittelplatte besteht aus rötlichem Granit, wie er im 18. Jahrhundert zwischen Wiesenbad und Wiesa gebrochen wurde. Die Bekrönung wurde erneuert. Der Sockel besteht aus Bruchsteinmauerwerk. Der Stein trägt die Inschriften „AR/1724/Posthornzeichen“. An der Rückseite ist keine Inschrift aufgebracht. Der Stein ging mehrmals verloren, 1956 wiedergefunden und 1958 aufgestellt. | 09206815 |
| Direkt Bild zu diesem Denkmal hochladen | Ehemaliges Hotel in halboffener Bebauung und in Ecklage zur Marktstraße                | Annaberger Straße 1 (Karte)    | bezeichnet 1789                                 | Ortshistorische und ortsbildprägende Bedeutung. Stattlicher, breitgelagerter, hakenförmiger, verputzter Bau mit Sandsteingliederung, Hauptbau Krüppelwalm, Anbau Satteldach, Sandsteinportal mit Schlussstein. | 09206863 |
|                                         | Wohnhaus in offener Bebauung und Einfriedung                                           | Annaberger Straße 13 (Karte)   | bezeichnet 1924                                 | Zeittypischer Putzbau, baugeschichtlich und ortsbildprägend von Bedeutung. Bruchsteinsockel, zweigeschossiger Massivbau mit Eckquaderung, Mansarddach (ausgebaut), Rundbogentür, Schlussstein bezeichnet 1924, originale Tür. | 09206809 |
|                                         | Wohnhaus in halboffener Bebauung mit Verbinderbau                                      | Annaberger Straße 27 (Karte)   | um 1925                                         | Lang gestreckter Putzbau in steiler Hanglage, baugeschichtlich und ortsbildprägend von Bedeutung. Steinsockel, zweigeschossiger, massiver Putzbau, mit farblich abgesetzten Gewänden und Gesimsen, Walmdach mit Dachausbauten, flacher Verbinderbau zur Nummer 29. | 09206817 |
|                                         | Wohnhaus in halboffener Bebauung                                                       | Annaberger Straße 29 (Karte)   | um 1920/1930                                    | Lang gestreckter Putzbau in steiler Hanglage, baugeschichtlich und ortsbildprägend von Bedeutung. Steinsockel, zweigeschossiger, massiver Putzbau, mit farblich abgesetzten Gewänden und Gesimsen, Walmdach mit Dachausbauten. | 09206816 |
| Direkt Bild zu diesem Denkmal hochladen | Wohnhaus in halboffener Bebauung und in Ecklage zur Freiberger Straße                  | Badstraße 1 (Karte)            | 18. Jahrhundert oder älter                      | Stattlicher, barocker Putzbau mit charakteristischem Dach, Teil der alten Ortsstruktur, baugeschichtlich und straßenbildprägend von Bedeutung. Zweigeschossiger Bau, Erdgeschoss massiv, Obergeschoss verkleidet, eigentümlicher Grundriss. | 09206804 |
| Direkt Bild zu diesem Denkmal hochladen | Villa mit Garten und Einfriedung                                                       | Badstraße 2 (Karte)            | um 1900                                         | Stattlicher Klinkerbau mit reicher Gliederung, baugeschichtlich und ortsentwicklungsgeschichtlich von Bedeutung. Zweigeschossiger, repräsentativer Bau, Sockel aus Stein, sonst roter Backstein, im Frontbereich zurückspringende Fassade, Porphyrtuffgewände im Erdgeschoss, Vorhangbogengewände im Obergeschoss, Giebelseite: Erker, Krüppelwalmdach. | 09206879 |
| Direkt Bild zu diesem Denkmal hochladen | Wohnhaus, Scheune und Seitengebäude eines Vierseithofes                                | Badstraße 7 (Karte)            | Anfang 20. Jahrhundert                          | Stattliche Hofanlage am nördlichen Stadtrand, baugeschichtlich und wirtschaftsgeschichtlich von Bedeutung. - Wohnhaus: Zweigeschossiger massiver Putzbau, Sockel Polygonmauerwerk, risalitartiger Vorbau, Mansarddach, - Stallscheune: Putzbau, Mansarddach mit Dachreiter, Giebel Fachwerk, - Seitengebäude: Erdgeschoss massiv, Obergeschoss verbrettert, Mansarddach zum Teil originale Winterfenster (1999). | 09206880 |
|                                         | Ehemaliger Gasthof in geschlossener Bebauung                                           | Bahnhofstraße 1 (Karte)        | 18. Jahrhundert, im Kern wohl älter             | Heute Wohnhaus, Teil der historischen Marktbebauung, baugeschichtlich und ortsentwicklungsgeschichtlich von Bedeutung. Zweigeschossiger, traufständiger massiver Putzbau mit hohem Satteldach mit Schieferdeckung und durchgehender, relativ hoher Schleppgaupe sowie drei darüber angeordneten stehenden Gauben, kräftiges Traufprofil, um Türen und Fenster leicht zurückliegende Putzfaschen, im Erdgeschoss Schaufenstereinbauten. | 09206763 |
|                                         | Villa mit Villengarten und Einfriedung                                                 | Bahnhofstraße 7 (Karte)        | Ende 19. Jahrhundert                            | Klinkerbau mit Ziergliederung und weitem Dachüberstand, baugeschichtlich und stadtentwicklungsgeschichtlich von Bedeutung. Steinsockel, zweigeschossiger gelber Backsteinbau, kräftige Porphyrtuffgewände, reich profiliertes Rundbogenportal mit Kartusche, reiche Dachlandschaft mit Türmchen und Dachausbauten. | 09206810 |
|                                         | Wohnhaus in geschlossener Bebauung                                                     | Berggasse 2 (Karte)            | 18. Jahrhundert oder älter                      | Breit gelagertes Wohnhaus in Ecklage zum Markt als Teil der historischen Marktbebauung, baugeschichtlich und ortsbildprägend von Bedeutung. Zweigeschossiger Bau (5:2 Achsen) mit Krüppelwalmdach, Erdgeschoss massiv, Obergeschoss Fachwerk verputzt, im Erdgeschoss zur Berggasse Ladeneinbau, zweigeschossiger massiver Anbau. | 09206757 |
| Direkt Bild zu diesem Denkmal hochladen | Wohnhaus in geschlossener Bebauung                                                     | Berggasse 3 (Karte)            | Anfang 19. Jahrhundert                          | Zeittypischer Putzbau als Teil der alten Ortsstruktur, baugeschichtlich von Bedeutung, im Straßenbildensemble bedeutend. Zweigeschossiger Putzbau, Satteldach mit Dachausbau. | 09206872 |
| Direkt Bild zu diesem Denkmal hochladen | Wohnhaus in halboffener Bebauung                                                       | Berggasse 4 (Karte)            | Anfang 19. Jahrhundert                          | Zeittypischer Putzbau als Teil der alten Ortsstruktur, baugeschichtlich von Bedeutung, im Straßenbildensemble bedeutend. Zweigeschossiger Putzbau mit Porphyrtuffgewände an Eingangstür, Tür original erhalten, Krüppelwalm mit Dachhecht. | 09206870 |
| Direkt Bild zu diesem Denkmal hochladen | Wohnhaus in geschlossener Bebauung                                                     | Berggasse 5 (Karte)            | 18. Jahrhundert                                 | Zeittypischer Putzbau als Teil der alten Ortsstruktur, baugeschichtlich von Bedeutung, im Straßenbildensemble bedeutend. Zweigeschossiger Putzbau mit Satteldach und Dachausbau und drei Dachhäuschen. | 09206798 |
| Direkt Bild zu diesem Denkmal hochladen | Wohnhaus (ohne Anbauten)                                                               | Berggasse 6 (Karte)            | im Kern 16. Jahrhundert                         | Teil des ehemaligen Neuen Tores, breit gelagerter Putzbau von baugeschichtlicher, stadtgeschichtlicher und straßenbildprägender Bedeutung. Zweigeschossiger Massivbau, verputzt, Fenster und Putz aus den 1970er Jahren, Mansarddach mit Schopf. | 09206910 |
|                                         | Denkmal für die im Ersten Weltkrieg gefallenen Mitglieder der Feuerwehr                | Berggasse 6 (neben) (Karte)    | 1926                                            | Ortshistorische Bedeutung. Monolithischer Kubus aus Buckelquadern mit Bronzetafel | 09206779 |
| Direkt Bild zu diesem Denkmal hochladen | Wohnhaus in geschlossener Bebauung                                                     | Berggasse 7 (Karte)            | Anfang 19. Jahrhundert                          | Zeittypischer Putzbau als Teil der alten Ortsstruktur, baugeschichtlich von Bedeutung, im Straßenbildensemble bedeutend. Zweigeschossiger Putzbau, Korbbogenportal mit Schlussstein, Satteldach mit Dachhäuschen | 09206871 |
| Direkt Bild zu diesem Denkmal hochladen | Wohnhaus in geschlossener Bebauung                                                     | Berggasse 11 (Karte)           | 18. Jahrhundert                                 | Zeittypischer Putzbau als Teil der alten Ortsstruktur, baugeschichtlich von Bedeutung, im Straßenbildensemble bedeutend. Zweigeschossiger Putzbau mit Satteldach mit Schieferdeckung, drei Dachhäuschen, Eingangsbereich mit Schlussstein | 09206797 |
|                                         | Wohnhaus in halboffener Bebauung und in Ecklage                                        | Freiberger Straße 1 (Karte)    | bezeichnet 1886                                 | Als Kopfbau eines Straßenzuges von baugeschichtlicher und ortsentwicklungsgeschichtlicher Bedeutung. Putzbau, zweigeschossig, Dachausbau giebelartig mit Ornament zur Freiberger Straße, profilierte Fenstergewände, hervortretende profilierte Fensterbedachung, unter der Sohlbank Blumenornament, Gesims zwischen Erdgeschoss und Obergeschoss, Sockel zum Teil verkleidet, bezeichnet 1886 im Giebel des Mittelfensters | 09206770 |
| Direkt Bild zu diesem Denkmal hochladen | Wohnhaus in geschlossener Bebauung                                                     | Freiberger Straße 3 (Karte)    | um 1800, später überformt                       | Stattlicher Putzbau mit charakteristischer Dachlandschaft, baugeschichtlich von Bedeutung. Breitgelagerter zweigeschossiger Putzbau auf Sockel mit Putznutung, sechs Achsen, Satteldach mit Dachhecht und Dachhäuschen | 09206864 |
|                                         | Wohnhaus in halboffener Bebauung                                                       | Freiberger Straße 5 (Karte)    | 2. Hälfte 19. Jahrhundert                       | Putzbau mit weitgehend original erhaltener Fassadengestaltung, baugeschichtlich von Bedeutung. Zweigeschossiger Bau mit aufwändiger Putzgliederung im Erdgeschoss, im Obergeschoss Fenster mit Sandsteingewänden, kräftiges Gesims, Satteldach mit Dachhäuschen, originale Tür an Giebelseite, Geschäftseingang von eisernen Säulen flankiert | 09206865 |
|                                         | Wohnhaus in geschlossener Bebauung                                                     | Freiberger Straße 9 (Karte)    | bezeichnet 1797, Kern älter                     | Im 19. Jahrhundert überformter, repräsentativer Putzbau mit barockem Kern, von baugeschichtlicher Bedeutung. Zweigeschossiger breitgelagerter massiver Putzbau von acht Achsen, Mansarddach mit Dachausbauten, Schieferdeckung, bezeichnet 1797 in Schlussstein des Türgewändes, im 19. Jahrhundert in zwei Häuserteile geteilt und Ladeneinbau. Im Inneren wurde die Teilung baulich nicht vollzogen. Außenmauerwerk und wesentliche Fensteröffnungen sowie Dach gehören zu Baubestand um 1800. Bruchsteinmauerwerk verputzt, in linker Haushälfte Durchfahrt Bruchsteinmauerwerk, rechte Haushälfte mit Kreuzgratgewölben im Erdgeschoss sowie ein Raum mit repräsentativem Sterngewölbe mit Rippen (deutet auf besondere Bedeutung des Raumes hin), dreigeschossiges Kehlbalkendach mit doppelt stehendem Stuhl und einfach stehenden Stuhl über das gesamte Haus aus der Zeit 1797, dort gezogene Esse, heute Ziegelmauerwerk. Die Vermutung, dass das Haus das ehemalige Bergamt war, ist nicht urkundlich belegt. Das Haus wurde eindeutig nach Verlegung des Wolkensteiner Bergamtes gebaut, nur der eine Raum im Erdgeschoss mit Sterngewölbe könnte zu einem älteren Vergängerbau gehören und eine herausgehobene Bedeutung (z. B. Bergamt) gehabt haben, was allerdings nicht überliefert ist. | 09206774 |
|                                         | Wohnhaus (ohne Anbau) in offener Bebauung                                              | Freiberger Straße 11 (Karte)   | 1. Hälfte 19. Jahrhundert                       | Obergeschoss Fachwerk, baugeschichtlich und straßenbildprägend von Bedeutung. Erdgeschoss massiv, Obergeschoss Fachwerk, Giebel verkleidet, teilweise Fachwerk, Satteldach, Korbbogenportal mit Schlussstein | 09206877 |
| Direkt Bild zu diesem Denkmal hochladen | Wohnhaus in offener Bebauung                                                           | Freiberger Straße 13 (Karte)   | im Kern 18. Jahrhundert                         | Breit gelagerter, stattlicher Putzbau des 18. Jahrhunderts als Teil der alten Ortsstruktur, später überformt, baugeschichtlich und straßenbildprägend von Bedeutung. Zweigeschossiger Massivbau, verputzt, mit Faschen am Fenster, Eingang verändert (Tür mit massigem Sturz zwischen vergitterten Kleinfenstern), Mansarddach mit Schopf und großer Gaupe | 09206771 |
| Direkt Bild zu diesem Denkmal hochladen | Wohnhaus in halboffener Bebauung                                                       | Freiberger Straße 14 (Karte)   | 1. Hälfte 19. Jahrhundert                       | Obergeschoss Fachwerk, baugeschichtlich und straßenbildprägend von Bedeutung. Zweigeschossiges Wohnhaus, Erdgeschoss massiv, Obergeschoss Fachwerk, Satteldach verschiefert, Fachwerk-Giebel zum Teil aufgebrettert | 09206802 |
|                                         | Wohnhaus in halboffener Bebauung und in Ecklage                                        | Freiberger Straße 16 (Karte)   | um 1800                                         | Markantes Wohnhaus in Mischbauweise mit Zwerchhaus, baugeschichtlich und straßenbildprägend von Bedeutung. Erdgeschoss massiv, Obergeschoss gelber Backstein mit Gliederung in rotem Backstein, Korbbogenportal mit Schlussstein, Krüppelwalmdach, an Hausrückwand Anbau aus gelbem Backstein | 09206878 |
| Direkt Bild zu diesem Denkmal hochladen | Ehemalige Knopffabrik                                                                  | Freiberger Straße 22 (Karte)   | um 1910                                         | Stattliches Fabrikgebäude mit Reformstilelementen aus der Zeit um 1910, baugeschichtlich, ortsgeschichtlich und technikgeschichtlich von Bedeutung. Hufeisenförmiger, mächtiger dreigeschossiger Baukörper mit klarer Putzgliederung, zur Badstraße zwei leicht vortretende Risalite mit Dachhäuschen, Mansarddach, leichte Vorsprünge des Treppenhauses. | 09206803 |
|                                         | Wohnhaus (ohne Anbau) in halboffener Bebauung                                          | Freiberger Straße 25 (Karte)   | Ende 18. Jahrhundert                            | Lang gestreckter Putzbau als Teil der alten Ortsstruktur, baugeschichtlich von Bedeutung. Zweigeschossiger, verputzter Massivbau, Krüppelwalmdach mit Schieferdeckung, neun Achsen, breite Flachbogentür | 09206881 |
|                                         | Wohnhaus in geschlossener Bebauung                                                     | Große Kirchgasse 1 (Karte)     | 1. Hälfte 19. Jahrhundert, im Kern wohl älter   | Putzbau als Teil der alten marktnahen Bebauung, baugeschichtlich von Bedeutung. Einfacher, zweigeschossiger Putzbau, Satteldach mit Dachhäuschen | 09206858 |
|                                         | Wohnhaus in geschlossener Bebauung mit Ladenausstattung                                | Große Kirchgasse 2 (Karte)     | Ende 19. Jahrhundert                            | Klinkerbau mit reicher Ziergliederung, Teil der marktnahen Bebauung, baugeschichtlich und straßenbildprägend von Bedeutung. Zweigeschossiger Backsteinbau mit aufwändiger Gliederung in Sandstein, Satteldach mit Dachhäuschen, originale Türen und Fenster, Fleischerei mit originalen Kacheln und Ausstattung | 09206857 |
|                                         | Wohnhaus in offener Bebauung und Einfriedung                                           | Heidelbachstraße 3 (Karte)     | Ende 19. Jahrhundert                            | Zeittypischer Klinkerbau mit übergiebeltem Mittelrisalit und Zierfachwerk, baugeschichtlich von Bedeutung. Steinsockel, zweigeschossiger, gelber Backsteinbau, Fenstergewände durch rote und gelbe Backsteine gegliedert, Auslucht in Backstein und Holz, leicht vorspringender Mittelrisalit, Zierfachwerk in den Giebeln, reiche Dachlandschaft mit Dachhäuschen, schöner Eingangsbereich mit Kupferdach und originaler Tür, Rundbogenportal mit Schlussstein | 09206812 |
| Weitere Bilder                          | Altes Pfarrhaus                                                                        | Hinter der Kirche 1 (Karte)    | 18. Jahrhundert oder älter                      | Stattlicher Fachwerkbau, baugeschichtlich und ortsgeschichtlich von Bedeutung. Hakenförmiger, zweigeschossiger Bau, Erdgeschoss massiv, Obergeschoss Fachwerk, Satteldach mit Schieferdeckung, Korbbogentür, originale Haustür mit Porphyrtuffgewände, Rückseite: Obergeschoss verbrettert | 09206855 |
|                                         | Wohnhaus in halboffener Bebauung                                                       | Hinter der Kirche 3 (Karte)    | 16./17. Jahrhundert                             | Schmaler Putzbau mit steil aufsteigendem Satteldach, baugeschichtlich und hausgeschichtlich von Bedeutung. Zweigeschossiger Putzbau, drei Achsen, sehr hohes Satteldach mit Dachhecht und drei Dachhäuschen, an der freien Giebelseite Stützpfeiler | 09206856 |
|                                         | Wohnhaus in halboffener Bebauung                                                       | Hinter der Kirche 4 (Karte)    | 18. Jahrhundert                                 | Barocker Putzbau, Teil der alten marktnahen Bebauung, baugeschichtlich von Bedeutung. Zweigeschossiger massiver Putzbau, Krüppelwalmdach mit einem Dachhecht, Schieferdeckung | 09206782 |
|                                         | Ehemaliges Gasthaus in halboffener Bebauung                                            | Kleine Kirchgasse 1 (Karte)    | 18. Jahrhundert, im Kern wohl älter             | Heute Wohnhaus, stattlicher Fachwerkbau mit baugeschichtlicher, ortsgeschichtlicher und platzbildprägender Bedeutung. Zweigeschossiger Massivbau, zum Teil verputzt, Erdgeschoss massiv, Obergeschoss Fachwerk, Mansarddach, Haus besteht aus zwei Teilen (Hinterhaus), ehemals Gasthaus „Güldene Sonne“, ältestes Gasthaus von Wolkenstein | 09206851 |
|                                         | Wohnhaus in geschlossener Bebauung                                                     | Kleine Kirchgasse 2 (Karte)    | 18. Jahrhundert, im Kern wohl älter             | Obergeschoss Fachwerk, Teil der alten marktnahen Bebauung, baugeschichtlich und stadtentwicklungsgeschichtlich von Bedeutung. Zweigeschossiger Massivbau, zum Teil verputzt, Erdgeschoss massiv, Obergeschoss Fachwerk, Mansarddach, Fenster im Erdgeschoss vergrößert | 09206850 |
| Direkt Bild zu diesem Denkmal hochladen | Wohnhaus (aus zwei Häusern zusammengezogen) in geschlossener Bebauung                  | Kleine Kirchgasse 3 (Karte)    | 18. Jahrhundert, im Kern wohl älter             | Teil der alten marktnahen Bebauung, baugeschichtlich und stadtentwicklungsgeschichtlich von Bedeutung. Zweigeschossiger massiver Putzbau, zwei Eingänge in einem Haus, Mansarddach mit Schieferdeckung, Dachausbauten | 09206784 |
|                                         | Wohnhaus in geschlossener Bebauung                                                     | Kleine Kirchgasse 4 (Karte)    | 18. Jahrhundert, im Kern wohl älter             | Teil der alten marktnahen Bebauung, baugeschichtlich und stadtentwicklungsgeschichtlich von Bedeutung. Schmaler zweigeschossiger Massivbau von drei Achsen, verputzt, Korbbogentür, Mansarddach | 09206849 |
| Direkt Bild zu diesem Denkmal hochladen | Wohnhaus in geschlossener Bebauung                                                     | Kleine Kirchgasse 5 (Karte)    | 18. Jahrhundert, im Kern wohl älter             | Teil der alten marktnahen Bebauung, baugeschichtlich und stadtentwicklungsgeschichtlich von Bedeutung. Zweigeschossiger massiver Putzbau, Mansarddach mit Schieferdeckung | 09206783 |
|                                         | Wohnhaus in halboffener Bebauung und in Ecklage zum Markt                              | Kleine Kirchgasse 6 (Karte)    | 18. Jahrhundert, im Kern wohl älter             | Teil der historischen Marktbebauung, baugeschichtlich und platzbildprägend von Bedeutung. Zweigeschossiger, zum Markt traufständiger massiver Putzbau mit hohem Satteldach mit Schieferdeckung, darauf zwei liegende Schleppluken, in Richtung Kleine Kirchgasse kurzes zweigeschossiges Hinterhaus, ebenfalls mit Satteldach, im Giebelbereich Hauszeichen (vergoldete Plastik einer Krähe), Tür- und Fensterrahmungen mit einfachen Werksteingewänden | 09206759 |
| Direkt Bild zu diesem Denkmal hochladen | Wohnhaus in halboffener Bebauung                                                       | Lohngasse 5 (Karte)            | Anfang 19. Jahrhundert                          | Putzbau mit anspruchsvoller Fassadengestaltung, baugeschichtlich und straßenbildprägend von Bedeutung. Zweigeschossiger Putzbau mit illusionistischer Fassadengestaltung, Korbbogenportal, Mansarddach | 09206873 |
| Direkt Bild zu diesem Denkmal hochladen | Wohnhaus in halboffener Bebauung und in Ecklage zur Bergstraße                         | Lohngasse 7 (Karte)            | 18. Jahrhundert                                 | Teil der alten Ortsstruktur, baugeschichtlich und straßenbildprägend von Bedeutung. Breitgelagertes Wohnhaus, zweigeschossig mit Krüppelwalmdach, im Erdgeschoss eingekerbte Ecke, Schieferdeckung | 09206799 |
| Direkt Bild zu diesem Denkmal hochladen | Sachgesamtheit Hospitalkirche und Friedhof                                             | Marienberger Straße (Karte)    | 19. Jahrhundert (Friedhofskapelle)              | Sachgesamtheit – baugeschichtlich und ortsgeschichtlich von Bedeutung – mit folgenden Einzeldenkmalen: - Friedhofskapelle, - Eine Grabanlage, - Drei Grabmale und - Kriegerdenkmale für die Gefallenen von 1870/1871 und des Ersten Weltkrieges (siehe Einzeldenkmal 09206775, gleiche Anschrift) - Sowie der Friedhof als Sachgesamtheitsteil | 09305770 |
|                                         | Einzeldenkmale der Sachgesamtheit Hospitalkirche und Friedhof                          | Marienberger Straße (Karte)    | 19. Jahrhundert                                 | Baugeschichtlich und ortsgeschichtlich von Bedeutung. - Friedhofskapelle: Schmaler hoher Massivbau mit Krüppelwalmdach und Türmchen, - Kriegerdenkmal 1870/1871: Über Sockel Sandsteinkubus mit Inschrift, - Kriegerdenkmal Erster Weltkrieg: Dreifach getreppter Block aus Granitgestein auf Sockelbereich, mit Inschriften und Ehrenhain, - Grabmale: - Grabanlage Familie Ahner, Natursteinpodest mit großem Steinkreuz, davor lebensgroße Figur einer Trauernden, Galvanoplastik (?), 1. Hälfte 19. Jahrhundert, - Grabmal Carl Wilhelm Mauersberger (1774–1854), Sandsteingrabmal für Johann Ernst Friedemann Blankenberg (1778–1831), - Barockes Sandsteingrabmal für Christiane Eleonore Barwasser (geboren 1707). | 09206775 |
| Direkt Bild zu diesem Denkmal hochladen | Wohnhaus in geschlossener Bebauung                                                     | Marienberger Straße 11 (Karte) | Mitte 19. Jahrhundert                           | Putzbau mit Mansarddach, baugeschichtlich von Bedeutung. Zweigeschossiger, massiver Putzbau, Mansarddach mit Dachausbauten und Schieferdeckung, Eingangsbereich mit Schlussstein | 09206778 |
| Direkt Bild zu diesem Denkmal hochladen | Pfarrhaus in offener Bebauung                                                          | Marienberger Straße 12 (Karte) | 1. Hälfte 19. Jahrhundert                       | Obergeschoss Fachwerk verschiefert, baugeschichtlich, ortsgeschichtlich und straßenbildprägend von Bedeutung. Zweigeschossiger, massiver Bau, Erdgeschoss massiv, Obergeschoss verschiefert, Giebel Fachwerk verschiefert, Krüppelwalmdach mit Dreiecksluken. | 09206866 |
| Direkt Bild zu diesem Denkmal hochladen | Postgebäude in offener Bebauung                                                        | Marienberger Straße 15 (Karte) | um 1900                                         | Putzbau mit dekorativem Eingangsbereich und Walmdach, baugeschichtlich und ortsgeschichtlich von Bedeutung. Zweigeschossiger, massiver Putzbau mit profiliertem Gewände, Erdgeschoss: Steinsockel, Eingangsbereich mit Vorhangbogen und Zahnschnitt, Fenstergitter, Walmdach | 09206801 |
| Direkt Bild zu diesem Denkmal hochladen | Wohnhaus in offener Bebauung                                                           | Marienberger Straße 17 (Karte) | bezeichnet 1776                                 | Stattlicher, barocker Putzbau, baugeschichtlich und straßenbildprägend von Bedeutung. Massiver Putzbau mit Korbbogenportal, bezeichnet im Schlussstein, Satteldach mit Dachhäuschen | 09206875 |
| Direkt Bild zu diesem Denkmal hochladen | Wohnhaus in halboffener Bebauung                                                       | Marienberger Straße 31 (Karte) | Ende 18. Jahrhundert, Anfang 19. Jahrhundert    | Stattlicher, breit gelagerter Massivbau von baugeschichtlicher und straßenbildprägender Bedeutung. Zweigeschossiger Putzbau (massiv) mit Ecknutung, Krüppelwalmdach, zwei Ladenfenster mit Sandsteingewänden, die übrigen Gewände aufgeputzt | 09206883 |
| Weitere Bilder                          | Wohnhaus in offener Bebauung                                                           | Marienberger Straße 55 (Karte) | 1904                                            | Stattlicher Putzbau mit Mittelrisalit und aufwändigem Portal, baugeschichtlich von Bedeutung. Eingeschossiger Putzbau auf Steinsockel, unterschiedlich kräftig profilierte Porphyrtuffgewände, Dachausbau, Krüppelwalmdach, prächtiges Rundbogenportal und Schlussstein mit Monogramm, Mittelrisalit leicht vorgezogen | 09206882 |
|                                         | Heiste                                                                                 | Markt (Karte)                  | 1. Hälfte 20. Jahrhundert                       | Entlang der östlichen und teilweise der südlichen Marktplatzbegrenzung gelegene gemauerte Heiste, ortsentwicklungsgeschichtlich und platzbildprägend von Bedeutung. | 09305747 |
|                                         | Postmeilensäule                                                                        | Markt (Karte)                  | bezeichnet 1730                                 | Kopie einer Distanzsäule, verkehrshistorische Bedeutung. Kopie einer Distanzsäule aus Sandstein, bezeichnet 1730 am Rand des Marktplatzes (ursprünglich Roßmarkt). Die Säule trägt verschiedene Entfernungsinschriften, die Jahreszahl und Wappenstück. Einige der originalen Teile befinden sich im Schloss. Der originale Teil des Inschriftblockes der Säule wurde im Haus Turnerstraße 4 vermauert und 1983 wiederentdeckt. Nach 1835 wurden Sockel und das untere Teil des Schriftblocks durch den ortsansässigen Schmied zweckentfremdet. 1955 wurden die Stücke wiederentdeckt und die Säule 1958 aus Greifenstein Granit rekonstruiert, 1961 wieder aufgestellt. | 09206751 |
|                                         | Wohnhaus in geschlossener Bebauung                                                     | Markt 1 (Karte)                | bezeichnet 1894 am Türsturz, im Kern wohl älter | Putzbau mit reich verzierter Fassade und charakteristischer Dachlandschaft, als Teil der historischen Marktbebauung baugeschichtlich und ortsentwicklungsgeschichtlich von Bedeutung. Zweigeschossiger, verputzter Massivbau mit Mansarddach und in zwei Reihen stehenden Dachfenstern, Sockel: geputzte Quaderung, Erdgeschoss und Obergeschoss Fenster- und Türgewände Werkstein, stark profiliert, florale Stuckornamente über Erdgeschoss-Fenster, Diamantquaderreihe zwischen Erdgeschoss und Obergeschoss, im Traufbereich Rosetten und Löwenkopf, Türsturz bezeichnet „18 M.K. 9“4 | 09206745 |
| Direkt Bild zu diesem Denkmal hochladen | Wohnhaus in geschlossener Bebauung                                                     | Markt 2 (Karte)                | 18. Jahrhundert                                 | Putzbau mit klar gegliederter Fassade und markanter Dachlandschaft, als Teil der historischen Marktbebauung baugeschichtlich und ortsentwicklungsgeschichtlich von Bedeutung. Zweigeschossiger, verputzter Massivbau mit Mansarddach und in zwei Reihen stehenden Dachfenstern | 09206746 |
|                                         | Wohnhaus in geschlossener Bebauung                                                     | Markt 3 (Karte)                | 18. Jahrhundert                                 | Putzbau mit klar gegliederter Fassade und markanter Dachlandschaft, als Teil der historischen Marktbebauung baugeschichtlich und ortsentwicklungsgeschichtlich von Bedeutung. Zweigeschossiger, verputzter Massivbau mit Mansarddach und stehenden Dachfenstern, Segmentbogentür mit Schlussstein | 09206747 |
|                                         | Wohnhaus in geschlossener Bebauung                                                     | Markt 4 (Karte)                | 18. Jahrhundert                                 | Putzbau mit regelmäßiger Fassadengliederung, als Teil der historischen Marktbebauung baugeschichtlich und ortsentwicklungsgeschichtlich von Bedeutung. Zweigeschossiger verputzter Massivbau mit Mansarddach und liegender Schleppluke, Erdgeschoss: Werksteinsockel in Sandstein, Tür und Erdgeschoss-Fenster mit Segmentbogenabschluss | 09206748 |
|                                         | Wohnhaus in geschlossener Bebauung                                                     | Markt 5 (Karte)                | 18. Jahrhundert                                 | Putzbau mit regelmäßiger Fassadengliederung, als Teil der historischen Marktbebauung baugeschichtlich und ortsentwicklungsgeschichtlich von Bedeutung. Zweigeschossiger verputzter Massivbau mit Mansarddach und stehenden Dachfenstern, Fenster- und Türgewände Werkstein (Sandstein), einfach profiliert mit Randleiste | 09206749 |
|                                         | Wohnhaus in geschlossener Bebauung                                                     | Markt 6 (Karte)                | 18. Jahrhundert, im Kern wohl älter             | Schmaler Putzbau mit drei markanten Dachhäuschen, als Teil der historischen Marktbebauung baugeschichtlich und ortsentwicklungsgeschichtlich von Bedeutung. Schmaler, zweigeschossiger verputzter Massivbau mit Satteldach und stehenden Dachfenstern, Tür mit Stichbogen und Schlussstein, bezeichnet „R“, Fenster und Tür mit Putzfaschen | 09206750 |
| Direkt Bild zu diesem Denkmal hochladen | Wohnhaus in halboffener Bebauung und in Ecklage zum Pförtchen                          | Markt 7 (Karte)                | 18. Jahrhundert, im Kern wohl älter             | Breit gelagerter Putzbau mit hohem Steildach, als Teil der historischen Marktbebauung baugeschichtlich und ortsentwicklungsgeschichtlich von Bedeutung. Zweigeschossiger Massivbau mit Satteldach und hohem Dachhecht | 09206752 |
| Weitere Bilder                          | Wohnhaus mit Apotheke in geschlossener Bebauung                                        | Markt 9 (Karte)                | bezeichnet 1799                                 | Repräsentativer Putzbau mit symmetrischer Fassade, als Teil der historischen Marktbebauung baugeschichtlich und ortsentwicklungsgeschichtlich von Bedeutung. Zweigeschossiger, verputzter Massivbau mit Mansarddach, Fassade symmetrisch gegliedert durch Segmentbogentür und -fenster in den äußeren Achsen, über mittlerer Eingangstür Rundbogennische mit liegendem Löwen, bezeichnet „Anno 1799“ | 09206754 |
| Weitere Bilder                          | Wohnhaus in geschlossener Bebauung                                                     | Markt 10 (Karte)               | 18. Jahrhundert, im Kern wohl älter             | Schmaler Putzbau mit hohem Steildach, als Teil der historischen Marktbebauung baugeschichtlich und ortsentwicklungsgeschichtlich von Bedeutung. Zweigeschossiger verputzter Massivbau mit Mansarddach und Schleppdachfenstern, Erdgeschoss: Segmentbogentür mit Schlussstein und großes Ladenfenster | 09206755 |
|                                         | Wohnhaus in geschlossener Bebauung                                                     | Markt 11 (Karte)               | 18. Jahrhundert                                 | Putzbau mit klar gegliederter Fassade und spätklassizistischem Türgewände, als Teil der historischen Marktbebauung baugeschichtlich und ortsentwicklungsgeschichtlich von Bedeutung. Zweigeschossiger, traufständiger massiver Putzbau mit hohem schiefergedecktem Satteldach mit Krüppelwalm zum Gebäude Markt 12, auf dem Dach zwei liegende, gestaffelte Schleppluken, spätklassizistisches Türgewände aus Hilbersdorfer Porphyrtuff, mit einfacher Verdachung über Segmentbogensturz, um die Fenster Putzfaschen | 09206760 |
|                                         | Wohnhaus in geschlossener Bebauung und Ecklage mit Gebäudeflügel zur Großen Kirchgasse | Markt 12 (Karte)               | um 1800                                         | Stattlicher Putzbau mit markantem Giebel zur Großen Kirchgasse, als Teil der historischen Marktbebauung baugeschichtlich und ortsentwicklungsgeschichtlich von Bedeutung. - Hauptbau: Zweigeschossiger, zum Markt traufständiger massiver Putzbau mit hohem Satteldach mit Schieferdeckung, Krüppelwalm zur Großen Kirchgasse, breit gelagerter Dachhecht zum Markt, marktseitig profilierte Tür- und Fenstergewände aus Werkstein, - Gebäudeflügel zur Großen Kirchgasse: Zweigeschossiger, massiver Putzbau mit Mezzaningeschoss, Satteldach mit Schieferdeckung, hervortretende Fenster- und Türgewände | 09206761 |
|                                         | Rathaus, mit Saalanbau                                                                 | Markt 13 (Karte)               | bezeichnet 1929, im Kern eventuell ältere Teile | In seiner Kubatur und Gestaltung der barocken Architektur des Marktes angepasster Rathausbau aus dem Jahre 1929, baugeschichtlich und ortsgeschichtlich von Bedeutung. Stattlicher, traufständiger zweigeschossiger und massiver Putzbau mit hohem Satteldach, im rechten Bereich hoher Zwerchgiebel mit dahinterliegendem Ratssaal mit Bleiverglasung und darüber verschiefertem Giebeldreieck, darunter Durchfahrt in die Bahnhofstraße und Haupteingang symmetrisch angeordnet mit dazwischen angebrachter Reliefplastik (stilisierte Burg), auf dem Dach breitgelagerte liegende Schleppluke, darüber eine Reihe stehender Gaupen und in der Achse des Zwerchgiebels Dachreiter mit Uhr, Sockel sowie Tür und Fensterrahmungen in Steinputz, im Oberlichtgitter des Haupteinganges bezeichnet „AD 1929“, entlang der Bahnhofsstraße, wahrscheinlich bauzeitlicher Saalanbau mit Eingangstür in barocken Formen | 09206762 |
|                                         | Wohnhaus in geschlossener Bebauung                                                     | Markt 14 (Karte)               | 18. Jahrhundert, im Kern wohl älter             | Putzbau mit klar gegliederter Fassade und markanter Dachlandschaft, als Teil der historischen Marktbebauung baugeschichtlich und ortsentwicklungsgeschichtlich von Bedeutung. Dreigeschossiger, traufständiger massiver Putzbau mit hohem Satteldach mit Schieferdeckung und sechs in drei Reihen (3/2/1) angeordneten stehenden Gaupen, kräftiges Traufprofil, Erdgeschoss mit Putzquaderung und profiliertem, oberem Abschluss | 09206764 |
|                                         | Wohnhaus in geschlossener Bebauung                                                     | Markt 15 (Karte)               | 18. Jahrhundert                                 | Putzbau mit klar gegliederter Fassade und markanter Dachlandschaft, als Teil der historischen Marktbebauung baugeschichtlich und ortsentwicklungsgeschichtlich von Bedeutung. Zweigeschossiger, traufständiger massiver Putzbau mit hohem Satteldach mit Schieferdeckung, darauf durchgehende Schleppgaupe und zwei darüber angeordnete stehende Gaupen, kräftiges Traufprofil, im Erdgeschoss profilierte Werksteingewände um Türen und (Schau-)Fenster, im Obergeschoss illusionistisch aufgemalte Fenstergewände und Brüstungsfelder | 09206765 |
|                                         | Hotel in halboffener Bebauung                                                          | Marktstraße 1 (Karte)          | bezeichnet 1767, im Kern wohl älter             | Breit gelagerter Putzbau mit hohem Steildach und zwei Dachhechten, als Teil der alten marktnahen Bebauung baugeschichtlich und ortsgeschichtlich von Bedeutung. Zweigeschossiger massiver Putzbau mit Satteldach und zwei übereinanderliegenden Dachhechten | 09206859 |
|                                         | Wohnhaus in geschlossener Bebauung und in Ecklage zum Markt                            | Marktstraße 2 (Karte)          | 18. Jahrhundert, im Kern wohl älter             | Stattlicher, breit gelagerter Putzbau mit markantem Mansardwalmdach, als Teil der historischen Marktbebauung baugeschichtlich und ortsentwicklungsgeschichtlich von Bedeutung. Zweigeschossiger Massivbau mit Mansardwalmdach und Gaupen, zur Marktstraße späterer Ladeneinbau, zum Markt profilierte Sandsteingewände | 09206756 |
|                                         | Wohnhaus (ohne Anbau) in offener Bebauung                                              | Marktstraße 3 (Karte)          | 18. Jahrhundert                                 | Barocker Putzbau, Teil der alten Ortsstruktur, baugeschichtlich von Bedeutung. Zweigeschossiger Putzbau, Krüppelwalmdach, Korbbogentür | 09206861 |
|                                         | Wohnhaus in geschlossener Bebauung                                                     | Marktstraße 4 (Karte)          | 18. Jahrhundert, im Kern wohl älter             | Putzbau mit markanter Dachlandschaft, als Teil der alten marktnahen Bebauung baugeschichtlich und ortsentwicklungsgeschichtlich von Bedeutung. Zweigeschossiger, massiver Putzbau mit Krüppelwalmdach in Schieferdeckung, zwei Dachhechte, Putzinschrift: „A. Junghans“ | 09206772 |
|                                         | Wohnhaus in halboffener Bebauung                                                       | Marktstraße 5 (Karte)          | 18. Jahrhundert, im Kern älter                  | Breit gelagerter Putzbau mit steilem Satteldach, als Teil der alten marktnahen Bebauung baugeschichtlich und ortsentwicklungsgeschichtlich von Bedeutung. Stattlicher, zweigeschossiger Putzbau von sechs Achsen, Satteldach mit Schleppgaupe | 09206860 |
| Direkt Bild zu diesem Denkmal hochladen | Wohnhaus in halboffener Bebauung und in Ecklage                                        | Marktstraße 6 (Karte)          | 18. Jahrhundert, im Kern wohl älter             | Stattlicher, breit gelagerter Putzbau mit Giebelseite zur Lohngasse, als Teil der alten marktnahen Bebauung baugeschichtlich und ortsentwicklungsgeschichtlich von Bedeutung. Zweigeschossiger massiver Putzbau mit Krüppelwalmdach in Schieferdeckung, ein Dachhecht | 09206773 |
|                                         | Wohnhaus in geschlossener Bebauung                                                     | Marktstraße 7 (Karte)          | 18. Jahrhundert                                 | Barocker Putzbau mit späterem Ladeneinbau, als Teil der alten marktnahen Bebauung baugeschichtlich und ortsentwicklungsgeschichtlich von Bedeutung. Zweigeschossiger Putzbau mit Sandsteingewänden und kräftigem Gesims, Satteldach mit Schleppgaupe, späterer Ladeneinbau | 09206862 |
|                                         | Wohnhaus in geschlossener Bebauung                                                     | Marktstraße 9 (Karte)          | 18. Jahrhundert, Kern wohl älter                | Stattlicher, barocker Putzbau, als Teil der alten marktnahen Bebauung baugeschichtlich und ortsentwicklungsgeschichtlich von Bedeutung. Dreigeschossiger, breit gelagerter massiver Putzbau, leichte Krümmung aufgrund der Straßenführung, zwei nebeneinanderliegende Dachhechte, erste Tür (neu) mit profilierter Bedachung, zweite Tür original erhalten, Satteldach mit Schieferdeckung | 09206769 |
|                                         | Wohnhaus in halboffener Bebauung                                                       | Niedergraben 2 (Karte)         | 1. Hälfte 19. Jahrhundert                       | Obergeschoss Fachwerk, Teil der alten Ortsstruktur, baugeschichtlich von Bedeutung. Erdgeschoss massiv, Obergeschoss Fachwerk, Giebel verkleidet, Satteldach mit Dachhecht, Schieferdeckung, Korbbogentür | 09206807 |
|                                         | Wohnhaus in offener Bebauung                                                           | Niedergraben 5 (Karte)         | Anfang 19. Jahrhundert                          | Weitgehend original erhaltener Putzbau, baugeschichtlich von Bedeutung. Zweigeschossiger Massivbau mit Steingewänden, Westseite verändert, zum Teil Winterfenster (1999) | 09206805 |
|                                         | Wohnhaus in offener Bebauung                                                           | Niedergraben 7 (Karte)         | 1. Hälfte 19. Jahrhundert                       | Weitgehend original erhaltener Putzbau wohl aus der Zeit des Biedermeiers, baugeschichtlich von Bedeutung. Zweigeschossiger, massiver Putzbau, im Erdgeschoss Putznutung, Satteldach mit Dachausbauten und Schieferdeckung, aufwendig, gestaltetes Eingangsportal mit Akroterien und originaler Haustür | 09206806 |
| Direkt Bild zu diesem Denkmal hochladen | Wohnhaus in halboffener Bebauung und in Ecklage zum Markt                              | Pförtchen 1 (Karte)            | 18. Jahrhundert, im Kern wohl älter             | Stattlicher, breit gelagerter Putzbau mit steilem Walmdach und drei Dachhechten, als Teil der historischen Marktbebauung baugeschichtlich und ortsentwicklungsgeschichtlich von Bedeutung. Massivbau (8:3 Achsen) mit steilem Walmdach und drei Reihen Hechtluken, Fenster zum Teil original (1999) | 09206753 |
| Direkt Bild zu diesem Denkmal hochladen | Wohnhaus (ohne Anbau) in offener Bebauung                                              | Pförtchen 3 (Karte)            | Anfang 18. Jahrhundert                          | Weitgehend original erhaltener barocker Putzbau mit charakteristischem Mansardwalmdach, baugeschichtlich und hausgeschichtlich von Bedeutung. Zweigeschossiges Wohnhaus, Korbbogenportal (originale Tür) mit Schlussstein, Mansarddach, später Schlosserei im Erdgeschoss | 09206874 |
|                                         | Pferdeschwemme                                                                         | Schloßplatz (Karte)            |                                                 | Dem Schloss Wolkenstein vorgelagertes großes Wasserbecken, ortsgeschichtlich und ortsbildprägend von Bedeutung. Durch zirka 1,50 m hohe Bruchsteinmauer eingefasstes großes Wasserbecken | 09305748 |
| Weitere Bilder                          | Kirche (mit Ausstattung)                                                               | Schloßplatz (Karte)            | 1385 erstmals erwähnt                           | Saalkirche mit baukünstlerischer, ortsbildprägender und ortshistorischer Bedeutung. - Saalkirche nordwestlich des Marktplatzes, 1385 zum ersten Mal erwähnt. Der Chor wohl 15. Jahrhundert, laut Altarinschrift 1648 erneuert und nach schweren Brandschäden 1689 in veränderter Form instand gesetzt, - Südturm 1710 erneuert, 1884 im Innern neu ausgestattet. Restaurierung 1984–1989. Verputzter Bruchsteinbau, der Saal über annähernd quadratischem Grundriss, der eingezogene Chor mit dreiseitigem Schluss, hohe Spitzbogenfenster. An der Südseite Turm über quadratischem Grundriss, im oberen Teil oktogonal, als Abschluss geschweifte Kupferhaube und Laterne. An der Turmwand Sandsteinrelief mit dem Wappen derer von Waldenburg. - Der helle, flachgedeckte Saal mit zweigeschossigen Emporen an der Nord- und Südseite, im Westen dreigeschossig, die Brüstungen weißblau gefasst. Die unteren beiden Westemporen als Loge mit einem von Ranken begleiteten Wappenschild. Der Chor mit Kreuzgratgewölbe, an der Südseite zweigeschossige Logen in schlichten Formen (die korrespondierende Loge an der Nordseite entfernt). - Beachtenswerter Säulenaltar aus gefasstem, teilweise vergoldetem Sandstein in manieristischer Formgebung von 1652, Johann Böhme zugeschrieben. Predella mit der Darstellung des Abendmahls, im Hauptfeld das Pfingstwunder, seitlich Evangelistenfiguren, im Auszug der Salvator. - Ausstattung: - Großes, gefasstes Kruzifix von 1702, - Spätgotische Schnitzfiguren des Salvators, Anfang 16. Jahrhundert, - An der Nordwand das ehemalige am Außenbau angebrachte Sandsteinrelief mit der Darstellung des hl. Georg, wohl 14. Jahrhundert, - Beachtliche frühromantische Orgel von Christian Gottlob Steinmüller, 1817/18. | 09206758 |
| Weitere Bilder                          | Schloss Wolkenstein                                                                    | Schloßplatz 1 (Karte)          | 14. Jahrhundert                                 | Sachgesamtheit mit folgenden Einzeldenkmalen: - Burganlage über hufeisenförmigem Grundriss mit Hauptgebäude, Torhaus, nordöstlichem Wohnturm und Küchenhaus sowie sämtlichen Burg- und Wehrmauern (siehe Einzeldenkmal 09206766), - Reste des Burggartens (Gartendenkmal) und der - Burghof mit Aussichtspunkt als Sachgesamtheitsteil Hochmittelalterliche, weithin sichtbare Burganlage mit Wehrmauern und Resten eines Renaissancegartens, baugeschichtlich, kunstgeschichtlich, regionalgeschichtlich und landschaftsgestaltend von Bedeutung. | 09305668 |
| Weitere Bilder                          | Schloss Wolkenstein                                                                    | Schloßplatz 1 (Karte)          | 14. Jahrhundert                                 | Hochmittelalterliche, weithin sichtbare Burganlage mit Wehrmauern und Resten eines Renaissancegartens, baugeschichtlich, kunstgeschichtlich, regionalgeschichtlich und landschaftsgestaltend von Bedeutung. Einzeldenkmale der Sachgesamtheit: Burganlage über hufeisenförmigem Grundriss mit Hauptgebäude, Torhaus, nordöstlichem Wohnturm und Küchenhaus sowie sämtlichen Burg- und Wehrmauern (siehe auch Sachgesamtheitsdokument – Obj. 09305668) - Der älteste, erhaltene Teil im Nordosten wohl um 1500, danach zahlreiche Um- und Anbauten. Hufeisenförmige, geschlossene Anlage, die dreigeschossigen Hauptgebäude an der Nord- und Ostseite mit Vorhangbogenfenstern, - Im ersten Obergeschoss zwei große Räume mit Holzbalkendecken und Unterzügen, reich profiliert und mit Schiffskehlen versehen, - An der Südseite Erker mit Kreuzgratgewölben, - Torhaus mit Spitzbogendurchfahrt, - An der Nordseite Rundbogenportal in Renaissanceformen und Treppengiebel, beides 1883, - Der Wohnturm im Nordosten mit mächtigem, 3,8 bis 4,5 m dickem Mauerwerk, im Innern Tonnengewölbe, wohl um 1500 errichtet, - Unterhalb der Burg erstrecken sich nach Süden und Osten starke Wehrmauern, die Reste eines Renaissancegartens einschließen. | 09206766 |
|                                         | Wohnhaus in offener Bebauung                                                           | Schloßplatz 2 (Karte)          | Anfang 19. Jahrhundert                          | In unmittelbarer Nähe des Schlosses liegender spätbarocker Putzbau, baugeschichtlich von Bedeutung. Zweigeschossiger massiver Putzbau, im Obergeschoss Sandsteingewände, originale Tür, Giebelwand verbrettert, Krüppelwalmdach mit Dachhecht | 09206854 |
| Weitere Bilder                          | Ehemaliges Freihaus mit Stadttor und östliche Toranlage                                | Schloßplatz 3 (Karte)          | 16. Jahrhundert                                 | Heute Wohnhaus, eines von ehemals drei mittelalterlichen Stadttoren in Wolkenstein, baugeschichtlich, hausgeschichtlich von ortsgeschichtlich von Bedeutung. Zweigeschossiger massiver Putzbau, Tordurchfahrt (Mühltor), Betonung der Ecken durch Eckquaderung (aufgeputzt), Walmdach mit Schieferdeckung und Dachausbauten, bis zur Reformation Nebenstelle des Klosters, später das Rentamt untergebracht, der Name Mühltor weist auf eine Verbindung von der Stadt zur Amtsmühle (bis Ende des 19. Jahrhunderts in Betrieb) im Zschopautal hin, vermutlich Reste der alten Stadtmauer | 09206785 |
| Weitere Bilder                          | Wohnhaus in offener Bebauung, ehemals mit Gaststätte und vorgelagerte Stützmauer       | Schloßplatz 4 (Karte)          | bezeichnet 1655 (Wetterfahne)                   | Überaus stattlicher Fachwerkbau aus der Mitte des 17. Jahrhunderts, baugeschichtlich, hausgeschichtlich, ortsgeschichtlich und platzbildprägend von Bedeutung. - Stattlicher, zweigeschossiger Bau über winkelförmigem Grundriss, Erdgeschoss massiv und verputzt, Obergeschoss reiches Fachwerk, durchgängig mit doppelten Andreaskreuzen in den Brüstungsfeldern, Kopfbänder an dem Eckständern hofseitig Obergeschoss verbrettert, profilierter Trauf- und Schwellenbereich, im Erdgeschoss zum Teil Werksteingewände, um Tür mit Korbbogensturz, auf Dach Wetterfahne mit Bezeichnung „1655“, - Einfriedung: Natursteinmauer mit Zaunsäulen | 09206767 |
| Direkt Bild zu diesem Denkmal hochladen | Ehemalige Schule in halboffener Bebauung                                               | Schloßplatz 5 (Karte)          | 1803 (Knabenschule)                             | Heute Wohnhaus, nach dem Stadtbrand von 1802 wieder errichtete Knabenschule als Teil der historischen Schloßplatzbebauung, baugeschichtlich und ortsgeschichtlich von Bedeutung. Zweigeschossig, verputzt, Korbbogentür, Krüppelwalmdach mit Dachausbau, 6:8 Achsen, bis 1885 Knabenschule | 09206853 |
| Direkt Bild zu diesem Denkmal hochladen | Wohnhaus in geschlossener Bebauung                                                     | Schloßplatz 6 (Karte)          | 1. Hälfte 19. Jahrhundert                       | Teil der alten Ortsstruktur und des historischen Schloßplatzes, baugeschichtlich von Bedeutung. Zweigeschossiger massiver Putzbau, Satteldach mit Schieferdeckung | 09206780 |
|                                         | Wohnhaus in halboffener Bebauung und in Ecklage                                        | Schloßplatz 7 (Karte)          | 18. Jahrhundert, im Kern wohl älter             | Stattlicher Putzbau mit markanter Dachlandschaft, als Sitz der ehemaligen Klöppelschule baugeschichtlich und ortsgeschichtlich von Bedeutung. Zweigeschossiger massiver Putzbau, Krüppelwalmdach mit zwei Dachhechten, Eingangsbereich mit Schlussstein, im Eckbereich Einkerbung, Dach mit Schieferdeckung, von 1912 bis 1952 Sitz der Klöppelschule | 09206781 |
|                                         | Wohnhaus in offener Bebauung                                                           | Schloßplatz 8 (Karte)          | 18. Jahrhundert                                 | Putzbau mit Fachwerk-Zwerchdach, als Teil der historischen Schloßplatzbebauung baugeschichtlich und ortsgeschichtlich von Bedeutung. Zweigeschossiges, verputztes Wohnhaus, Krüppelwalmdach mit Fachwerk-Dacherker | 09206852 |
| Direkt Bild zu diesem Denkmal hochladen | Wohnhaus in halboffener Bebauung                                                       | Schulstraße 4 (Karte)          | Kern 18. Jahrhundert                            | Stattlicher Putzbau, baugeschichtlich und ortsentwicklungsgeschichtlich von Bedeutung. Zweigeschossiger massiver Putzbau mit Korbbogenportal und Schlussstein, Mansarddach | 09206867 |
| Direkt Bild zu diesem Denkmal hochladen | Mundloch des Tropper Stollns                                                           | Streckewalder Straße (Karte)   | 18. Jahrhundert                                 | Bergbauhistorische Bedeutung. | 09206847 |
| Weitere Bilder                          | Schule                                                                                 | Turnerstraße 9 (Karte)         | 1885                                            | Historistischer Putzbau mit übergiebeltem Mittelrisalit, baugeschichtlich und ortsgeschichtlich von Bedeutung. Stattlicher dreigeschossiger Massivbau mit Ecknutung, kräftigen Gesimsen und Gewänden, dreiachsigem Mittelrisalit, flachem Walmdach mit Dachhäuschen | 09206868 |
|                                         | Villa mit Villengarten, Nebengebäude und Brunnenfigur                                  | Turnerstraße 13 (Karte)        | um 1850                                         | Stattliche, repräsentative Villa, fernwirksam auf Felsvorsprung, baugeschichtlich, künstlerisch und landschaftsgestaltend von Bedeutung. Villa vom Verlagsbuchhändler Sparmer aus Leipzig (um 1870/80 gekauft), diente früher als Gaststätte und Erholungsheim, Putzbau über verwinkeltem Grundriss, zum Teil profilierte Porphyrtuffgewände, vielgliedriger Bau mit reicher Dachlandschaft, Altan zum Tal, originale Haustür, Park in steiler Hanglage und Brunnen (heute swimming pool) mit Bronzefigur 1870/80 einer Tugend (Caritas?, Fides?, Fackel und Kelch als Attribut), Nebengebäude in einfacherer, der Villa ähnlicher Gestaltung. | 09206800 |

## Falkenbach
| Bild                                    | Bezeichnung                                                             | Lage                        | Datierung                                     | Beschreibung | ID       |
| --------------------------------------- | ----------------------------------------------------------------------- | --------------------------- | --------------------------------------------- | --- | -------- |
|                                         | Denkmal für die Gefallenen des Ersten und Zweiten Weltkrieges           | Hauptstraße (Karte)         | nach 1918 (Kriegerdenkmal)                    | Ortsgeschichtlich von Bedeutung. Leicht konischer Pylon mit Bossenwerk aus Sandstein und Inschrifttafeln auf allen vier Seiten | 09206894 |
| Direkt Bild zu diesem Denkmal hochladen | Wohnstallhaus eines Bauernhofes                                         | Hauptstraße 7 (Karte)       | bezeichnet 1875, im Kern wohl älter           | Stattlicher Fachwerkbau, baugeschichtlich von Bedeutung. Erdgeschoss massiv, Fenstergewände aus Porphyr, Türgewände Sandstein, zum Teil verändert, dekorativ mit Rosetten und Zahnschnitt (C.G. Reuther), Obergeschoss Fachwerk, am Stallteil zum Teil einriegelig, hinterer Giebel verkleidet, Satteldach | 09206898 |
| Direkt Bild zu diesem Denkmal hochladen | Gasthaus mit kleinem Anbau                                              | Hauptstraße 12 (Karte)      | 1. Hälfte 19. Jahrhundert                     | Obergeschoss Fachwerk, verkleidet, baugeschichtlich von Bedeutung. - Gasthof: Erdgeschoss massiv, Portalgewände Sandstein gestrichen, Fenster mit Faschen, Obergeschoss Fachwerk, Satteldach, - Anbau: Dreiachsiger Anbau an Gastraum, eingeschossig, Erdgeschoss verputzt, flaches Satteldach. | 09206893 |
| Direkt Bild zu diesem Denkmal hochladen | Ehemaliges Wohnstallhaus, Seitengebäude und Scheune eines Dreiseithofes | Hauptstraße 16 (Karte)      | Ende 19. Jahrhundert                          | Am Dorfrand gelegener, imposanter Bauernhof in Holzbauweise, baugeschichtlich und ortsbildprägend von Bedeutung. - Wohnstallhaus: Erdgeschoss massiv, verändert, Obergeschoss dünnes Fachwerk mit Drempel, Giebel verkleidet, Satteldach, - Stallscheune (ohne Anbauten): Erdgeschoss massiv, Obergeschoss Fachwerk mit Drempel, Giebel und Rückseite am Hang, Holzkonstruktion verbrettert, Scheune: Holzkonstruktion verbrettert, Satteldach verschiefert | 09206891 |
| Direkt Bild zu diesem Denkmal hochladen | Wohnstallhaus und Scheune eines Zweiseithofes                           | Hauptstraße 20 (Karte)      | Mitte 19. Jahrhundert                         | Ortsbildprägende Hofanlage mit Fachwerkwohnhaus, als Teil der alten Dorfstruktur baugeschichtlich und heimatgeschichtlich von Bedeutung. - Wohnstallhaus: Erdgeschoss massiv, verändert, Obergeschoss regelmäßiges Fachwerk, Giebel und Rückseite verkleidet, - Scheune: Massiv, Giebel Fachwerk, Krüppelwalmdach verputzt | 09206890 |
| Direkt Bild zu diesem Denkmal hochladen | Wohnstallhaus eines Dreiseithofes                                       | Hauptstraße 23 (Karte)      | Kern 18. Jahrhundert                          | Obergeschoss Fachwerk, als Teil der alten Dorfstruktur baugeschichtlich und heimatgeschichtlich von Bedeutung. Erdgeschoss massiv verändert, Obergeschoss Fachwerk, Fenstergröße historisch, Giebel verbrettert, Satteldach | 09206889 |
| Direkt Bild zu diesem Denkmal hochladen | Häuslerhaus (ohne rückwärtigen Anbau) und Scheune eines Gehöfts         | Hauptstraße 24c (Karte)     | Mitte 19. Jahrhundert                         | Fachwerkbau, als Teil der alten Dorfstruktur baugeschichtlich von Bedeutung. - Wohnhaus: Erdgeschoss massiv, historische Eingangstür, Obergeschoss Fachwerk, Fenstergröße historisch, Giebel und Satteldach Schiefer, Rückseite verkleidet, - Scheune: Holzkonstruktion verbrettert, Satteldach | 09206892 |
| Direkt Bild zu diesem Denkmal hochladen | Häuslerhaus                                                             | Hauptstraße 26 (Karte)      | 1. Hälfte 19. Jahrhundert                     | Giebelständig zu Straße gelegener Fachwerkbau, baugeschichtlich und straßenbildprägend von Bedeutung. Erdgeschoss zum Teil massiv, zum Teil Fachwerk, Obergeschoss Fachwerk, Fenstergröße historisch, Giebel und Längsseiten verschiefert, um Fenster dekorative Verdachungen, Krüppelwalmdach | 09206896 |
| Weitere Bilder                          | Gasthof mit Saalanbau und Seitengebäude (mit Oberlaube)                 | Hauptstraße 31; 31c (Karte) | Portal bezeichnet 1822, Kern wesentlich älter | Gasthof stattlicher Fachwerkbau mit hohem Satteldach und massivem Saalanbau, zusammen mit dem Seitengebäude baugeschichtlich, ortsgeschichtlich und ortsbildprägend von Bedeutung. - Gasthof: Erdgeschoss massiv, Fenster- und Türgewände Porphyr, bezeichnet 1822, Obergeschoss Fachwerk mit Andreaskreuzen und Kopfbändern, Fenster zum Teil leicht vergrößert, Giebel massiv, Rückseite massiv und verändert, Satteldach verschiefert, - Saal: Vierachsiger Anbau aus Bruchstein, verputzt, Fenstergewände historisierend mit Kämpfer und Schlussstein verziert, flaches Walmdach, - Seitengebäude: Erdgeschoss massiv, verändert, Obergeschoss Fachwerk, zum Hof sechsachsige Oberlaube, Krüppelwalmdach. | 09206888 |
| Direkt Bild zu diesem Denkmal hochladen | Wohnhaus                                                                | Hauptstraße 35b (Karte)     | bezeichnet 1892                               | Schlichte Putzfassade, späterer Ladeneinbau, Zeugnis der dörflichen Entwicklung um 1900, baugeschichtlich und ortsentwicklungsgeschichtlich von Bedeutung. Zweigeschossiger verputzter Backsteinbau über Bruchsteinsockel, historisierende Fenster- und Türgewände aus Stein, gestrichen, sehr flacher Mittelrisalit bis ins Dachgeschoss, von einfachem Schmuckgiebel bekrönt | 09206897 |
| Direkt Bild zu diesem Denkmal hochladen | Südliches Seitengebäude eines Dreiseithofes                             | Hauptstraße 40 (Karte)      | 1913                                          | Obergeschoss Fachwerk, verkleidet, Zeugnis der dörflichen Erneuerung um 1900, baugeschichtlich und wirtschaftsgeschichtlich von Bedeutung. Scheune auf älteren Kellergewölben, Erdgeschoss massiv mit historischer Toreinfahrt, Obergeschoss Fachwerk verkleidet, mit historischen Lüftungsklappen, erkerartiger Anbau mit aufwändigem, gestaffelten Walmdach | 09206900 |
| Direkt Bild zu diesem Denkmal hochladen | Wohnstallhaus und Seitengebäude eines Zweiseithofes sowie Bergkeller    | Hauptstraße 41 (Karte)      | bezeichnet 1865                               | Regionaltypische Hofanlage in Fachwerkbauweise, baugeschichtlich von Bedeutung. - Wohnstallhaus: Erdgeschoss massiv, veränderte Türgewände, bezeichnet „C.G.M. 1865“, Obergeschoss und Giebel Fachwerk, verbrettert, Längsseiten verkleidet, Fenster verändert, - Stallscheune: Erdgeschoss massiv, Obergeschoss Holzkonstruktion verbrettert, Krüppelwalmdach, Giebel verschiefert, Keller/Schuppen: im Hang Kellerraum massiv, Schuppen aufgesetzt, Pultdach, Holzkonstruktion verbrettert. | 09206901 |

## Floßplatz
| Bild                                    | Bezeichnung                                                          | Lage                      | Datierung                 | Beschreibung | ID       |
| --------------------------------------- | -------------------------------------------------------------------- | ------------------------- | ------------------------- | --- | -------- |
| Weitere Bilder                          | Gedenkstein für Helmut von Moltke, 1937 auf Anton Günther übertragen | (Karte)                   | 1913–1914                 | Ortsgeschichtlich von Bedeutung. Findling, ehemals mit Plakette und Inschrift für Helmut von Moltke, durch den Erzgebirgsverein auf Anton Günther übertragen. | 09202121 |
| Weitere Bilder                          | Wohnhaus                                                             | Am Waldhaus 2 (Karte)     | 2. Hälfte 19. Jahrhundert | Stattlicher Putzbau mit regelmäßiger Fassadengliederung,baugeschichtlich von Bedeutung. Zweigeschossiger Massivbau, verputzt, Türgewände Porphyr, segmentbogige Fenster mit geritzten Faschen und Sohlbänken, Winterfenster, großer zweiachsiger Erker in steilem Dach, stehende Dachluke | 09206922 |
| Direkt Bild zu diesem Denkmal hochladen | Wohnhaus                                                             | Floßplatzer Weg 2 (Karte) | 1905/1910                 | Zeittypischer Putzbau mit Fachwerkdrempel, im Tal gelegen, baugeschichtlich von Bedeutung. Zweigeschossig, massiv und verputzt, Fenstergewände, Porphyrimitation in Putz, Dachgeschoss mit Zierfachwerk unter Krüppelwalmdach, schiefergedeckt, alter Putz mit gekratzter Wellenlinie zwischen Unterbau und Dachgeschoss, historische Haustür | 09206925 |
|                                         | Wohnhaus                                                             | Floßplatzer Weg 5 (Karte) | Ende 19. Jahrhundert      | Stattlicher Putzbau mit Anklängen an den Schweizerstil, am Hang gelegen, baugeschichtlich und ortsbildprägend von Bedeutung. Über hohem Sockelgeschoss zweigeschossiger Massivbau, verputzt, mit Eckgliederungen, historisierende Tür- und Fenstergewände aus Porphyr, zwei zweiachsige Risalite, vortretend, unter Dachhäusern mit dekorativer Fensterzier, stehende Dachgaupen im Satteldach mit Überständen, historisierende Eingangstür, Fahnenhalter und hangseitig Spaliere | 09206926 |
| Direkt Bild zu diesem Denkmal hochladen | Villa, Villengarten und Einfriedung                                  | Floßplatzer Weg 9 (Karte) | nach 1900                 | Aufwändiger Villenbau über vielgliedrigem Grundriss in malerischer Hanglage, stattlicher zeittypischer Putzbau, baugeschichtlich und gartenkünstlerisch von Bedeutung. - Dreigeschossiger Massivbau über hohem Sockel, Polygonalmauerwerk verkleidet, mit Eckbossierung, Obergeschosse mit hellglasierten Ziegeln verkleidet, um Türen und Fenster Sandsteingewände, ausgebautes Dachgeschoss, mit Zierfachwerk, aufwändige Dachlandschaft mit Schieferdeckung, talseitig hölzerne Wintergärten und an Ecke Zierturm, achteckig unter spitzer Haube mit Adlerskulptur aus Kupfer, - Einfriedung dem Stil des Hauses angepasst, in Jugendstilformen | 09206924 |
| Weitere Bilder                          | Straßenbrücke über die Zschopau                                      | Heidelbachstraße (Karte)  | Mitte 19. Jahrhundert     | Einbogige Bruchstein-Bogenbrücke, baugeschichtlich und technikgeschichtlich von Bedeutung. (siehe auch Gemeinde Großolbersdorf, Heidelbach – Obj. 09305379) | 09207708 |
| Weitere Bilder                          | Straßenbrücke über das Tal der Zschopau                              | Talstraße (Karte)         | um 1930                   | Steinbogenbrücke, baugeschichtlich und technikgeschichtlich von Bedeutung. Stattliche Brücke mit drei Bogenstellungen, vorspringende Pfeiler mit Wassernasen, Beton mit Bruchstein verkleidet | 09206921 |
| Weitere Bilder                          | Wegestein                                                            | Talstraße (Karte)         | Ende 19. Jahrhundert      | Kleiner Obelisk von verkehrsgeschichtlicher Bedeutung. Dreiflächiger Obelisk mit eingekerbter Schrift, grauer Gneis, Inschrift: Ortsbezeichnungen, Richtungspfeile, Kilometerangaben mit Dezimalstellen | 09247868 |
|                                         | Wohnhaus                                                             | Talstraße 2 (Karte)       | Ende 19. Jahrhundert      | Malerischer Putzbau im Schweizerstil in Hanglage, baugeschichtlich und landschaftsgestaltend von Bedeutung. Dreigeschossiger Massivbau, verputzt, historisierende Fenster- und Türgewände aus Porphyr, Ecknutung, Mittelachse durch Balkon unter Ziergiebel mit Holzverzierungen hervorgehoben, Krüppelwalmdach mit stehenden Dachgaupen | 09206923 |

## Gehringswalde
| Bild                                    | Bezeichnung                                                             | Lage                        | Datierung            | Beschreibung | ID       |
| --------------------------------------- | ----------------------------------------------------------------------- | --------------------------- | -------------------- | --- | -------- |
| Direkt Bild zu diesem Denkmal hochladen | Haldenzug Palmbaum, unter anderen mit den Halden Palmzweig und Palmbaum | (Karte)                     | vor 1400             | Bedeutendes bergbauhistorisches Denkmal, technikgeschichtlich von Bedeutung. Zeugnis des Silberbergbau bei Gehringswalde, vermutlich im 14. Jahrhundert begonnen, ab 1589 „Palmbaum Fundgrube“ mit „Esaias Stolln“ und „St. Wolfgang Stolln“, Förderung von Silbererzen, um 1770 wirtschaftlicher Aufschwung durch Bergmeister von Trebra, 1819–1861 Grube „Prinz Friedrich“, Uranbergbau 1947–1953 durch SAG Wismut, tiefste Sohle 240 m unter Tage, Schächte: Schacht 46I ehemaliger „Palmbaum Maßen Kunstschacht“, Schacht 46II ehemaliger „Palmzweiger Kunst- und Tagesschacht“ und Schacht 138 Neuschacht, etwa 50 m tief bis auf Sohle des „St. Wolfgang Stolln“ | 09206776 |
| Direkt Bild zu diesem Denkmal hochladen | Schacht auf dem Felber Stolln                                           | (Karte)                     | 16. Jahrhundert      | Mit korbbogenartiger Gewölbeausmauerung im Schacht, bergbaugeschichtlich und technikgeschichtlich von Bedeutung. | 09206887 |
| Direkt Bild zu diesem Denkmal hochladen | Wohnstallhaus eines Gehöfts                                             | Hauptstraße 3 (Karte)       | nach 1800            | Breit gelagerter Fachwerkbau, baugeschichtlich und heimatgeschichtlich von Bedeutung. Erdgeschoss massiv, verändert, Galgenfenster mit Läden, Obergeschoss Fachwerk, Längsseite zum Hof saniert und aufgebrettert, Giebel mit Lehmgefachen, originale Fenster, Schieferwalmdach mit stehenden Dachgaupen, hinterer Anbau mit neuem Mauerwerk im Erdgeschoss und Verbretterung im Obergeschoss unter gemeinsamem Dach wie Altbau | 09206931 |
| Direkt Bild zu diesem Denkmal hochladen | Straßenbrücke über den Hüttenbach                                       | Hauptstraße 6 (bei) (Karte) | bezeichnet 1829      | Steinbogenbrücke mit ausschwingendem Mittelpfeiler und partieller Steinbrüstung, trotz Modernisierung authentisches Zeugnis der Verkehrsgeschichte, baugeschichtlich und technikgeschichtlich von Bedeutung. Zweijochige Bogenbrücke aus Bruchsteinmauerwerk, die Gewölbetonnen mit Schlusssteinen, halbkreisförmiges Ausschwingen des Mittelpfeilers mit Steinbrüstung, modernes Wulstgesims als Übergang zur Fahrbahn | 09206927 |
|                                         | Ehemalige Schule                                                        | Hauptstraße 17b (Karte)     | Ende 19. Jahrhundert | Breit gelagerter Bau, Teil der alten Dorfstruktur, von ortsgeschichtlicher Bedeutung. Zweigeschossiger Massivbau von acht Achsen, schlichter Rauputz der 1950er Jahre auf geglätteter Fassade, profilierte Steingewände um Tür in Mittelachse, sonst nur einfache Faschen um Fenster, einfaches Gurtgesims, über den zwei mittleren Achsen Dachhäuschen mit großen Voluten und Schuluhr, Satteldach | 09206929 |
| Weitere Bilder                          | Rathaus                                                                 | Hauptstraße 17c (Karte)     | nach 1920            | Stattlicher Massivbau in traditionellen Formen, repräsentatives Zeugnis städtischer Bauformen auf dem Lande, von ortsgeschichtlicher und ortsbildprägender Bedeutung. Über Bruchsteinsockel verputzter, breitgelagerter Massivbau von zwei Geschossen, in der Mittelachse repräsentatives Rundbogenportal mit Schlussstein, Freitreppe mit Zierkugeln auf Brüstungspostamenten, historisierende Fenster, im Erdgeschoss nur schlichte Sohlbänke, im Obergeschoss Fenster zwischen einfachen Putzgliederungen, großes, mittiges Dachhaus mit verbrettertem Giebel, Krüppelwalmdach mit Schieferdeckung                                                                  | 09206928 |
| Direkt Bild zu diesem Denkmal hochladen | Seitengebäude (mit Anbau) eines Bauernhofes                             | Hauptstraße 53 (Karte)      | um 1800              | Fachwerkgebäude als Teil der alten Ortsstruktur, baugeschichtlich und ortsbildprägend von Bedeutung. Erdgeschoss massiv, verändert, Obergeschoss schlichtes Fachwerk mit Ladetür, zum Teil originale Fenster, Satteldach mit Schieferdeckung, Anbau: Erdgeschoss massiv, verändert, Obergeschoss Fachwerk, drempelartig, verbrettert | 09206930 |

## Heinzebank
| Bild                                    | Bezeichnung                               | Lage                           | Datierung                       | Beschreibung | ID       |
| --------------------------------------- | ----------------------------------------- | ------------------------------ | ------------------------------- | --- | -------- |
|                                         | Meilenstein                               | (Karte)                        | um 1860 (Meilenstein)           | Zum Kilometerstein umgearbeitet, Zeugnis der Verkehrsgeschichte. Gehörte zum Postkurs No. 248 Freiberg – Marienberg über Heinzebank, ursprünglich mit Krone | 09300318 |
| Direkt Bild zu diesem Denkmal hochladen | Gasthof (ohne moderne Anbauten)           | An der Heinzebank 2; 3 (Karte) | 1. Hälfte 19. Jahrhundert       | Stattlicher, lang gestreckter Putzbau mit charakteristischem Krüppelwalmdach, baugeschichtlich, regionalgeschichtlich und straßenbildprägend von Bedeutung. Langgestreckter, zweigeschossiger, massiver Putzbau, Krüppelwalmdach, Dachhäuschen | 09206903 |
|                                         | Forsthaus (ohne rückwärtige Gebäudeteile) | An der Heinzebank 8 (Karte)    | 19. Jahrhundert (im Kern älter) | Stattlicher Putzbau mit prägnantem Walmdach, an Kreuzung des historischen Fernhandelsweges gelegen, bauliches Zeugnis mit ortsgeschichtlicher und straßenbildprägender Bedeutung. Breitgelagerter Massivbau von fünf zu neun Achsen und zwei Geschossen, verputzt, Fassade geglättet, sparsame Fassadengliederung durch Gurtgesimse und Gewände, massiges Walmdach mit Dachgaupen und Dachreiter, schiefergedeckt | 09206904 |

## Hilmersdorf
| Bild                                    | Bezeichnung | Lage                           | Datierung            | Beschreibung | ID       |
| --------------------------------------- | --- | ------------------------------ | -------------------- | --- | -------- |
|                                         | Meilenstein | Annaberger Straße (Karte)      | nach 1858            | Halbmeilenstein, von verkehrsgeschichtlicher Bedeutung. Kleiner Sandsteinblock mit zwei kleinen Gusskronen, Sandsteinblock überarbeitet | 09206905 |
| Direkt Bild zu diesem Denkmal hochladen | Wohnstallhaus und Scheune eines Zweiseithofes                                                                     | Annaberger Straße 5 (Karte)    | bezeichnet 1876      | Bruchsteinbauten, baugeschichtlich von Bedeutung. - Wohnstallhaus und Scheune massiv, Bruchsteinmauerwerk, - Wohnstallhaus: Tür- und Fenstergewände Hilbersdorfer Porphyr, stark verwittert, verputzt, mit Ecklisenen, Winterfenster, Satteldach, - Scheune: Obereinfahrt, Satteldach, Giebel oben verbrettert | 09206906 |
|                                         | Friedhof Hilmersdorf (Sachgesamtheit)                                                                             | Annaberger Straße 6 (Karte)    | 1910                 | Sachgesamtheit mit folgenden Einzeldenkmalen: - Friedhofskapelle, - Einfriedungsmauer mit Eingangstor zum Friedhof und - Denkmal für die Gefallenen des Ersten Weltkrieges (siehe Einzeldenkmal 09206909) - Sowie der Friedhof als Sachgesamtheitsteil. Friedhofskapelle im Reformstil der Zeit um 1910, Seltenheitswert, baugeschichtlich, ortsgeschichtlich und ortsbildprägend von Bedeutung, Kriegerdenkmal von ortsgeschichtlicher Bedeutung. | 09305669 |
|                                         | Friedhof Hilmersdorf – Einzeldenkmale der Sachgesamtheit                                                          | Annaberger Straße 6 (Karte)    | bezeichnet 1910      | Friedhofskapelle im Reformstil der Zeit um 1910, Seltenheitswert, baugeschichtlich, ortsgeschichtlich und ortsbildprägend von Bedeutung, Kriegerdenkmal von ortsgeschichtlicher Bedeutung. Einzeldenkmale der Sachgesamtheit: - Friedhofskapelle: Massivbau auf L-förmigem Grundriss, im Dachbereich zum Friedhof verschieferte Auslucht, Satteldach, Anbau Walmdach, Schieferdeckung, - Kriegerdenkmal: Stele rustiziert, mit Schrifttafel, Kugelbekrönung, Kriegerdenkmal. | 09206909 |
| Direkt Bild zu diesem Denkmal hochladen | Westliches Wohnstallhaus, südliches Seitengebäude (mit Oberlaube) und östliches Seitengebäude eines Dreiseithofes | Mühlenweg 14 (Karte)           | bezeichnet 1836      | Teil der alten Ortsstruktur, baugeschichtlich und heimatgeschichtlich von Bedeutung. - Wohnstallhaus: Zweigeschossiger, massiver Putzbau, Erdgeschoss Bruchstein, Obergeschoss Backstein, Steingewände, originale Haustür, Giebel zum Teil verkleidet, Satteldach, - Östliches Seitengebäude: Erdgeschoss massiv, Obergeschoss Fachwerk, Giebel aufgebrettert, alte Blitzableiter, - Südliches Seitengebäude: Erdgeschoss massiv, verputzt, Toreinfahrten in Naturstein mit Schlussstein, vorkragende Oberlaube, Holzkonstruktion verbrettert, Türschlussstein bezeichnet „F.G.U. 1836“. | 09206914 |
| Direkt Bild zu diesem Denkmal hochladen | Wohnstallhaus eines ehemaligen Bauernhofes                                                                        | Mühlenweg 15 (Karte)           | Ende 18. Jahrhundert | Regionaltypischer Fachwerkbau, baugeschichtlich von Bedeutung. Erdgeschoss massiv, Türgewände Naturstein, Obergeschoss Fachwerk, etwas verformt, im Erdgeschoss Winterfenster, Giebel verbrettert, Satteldach mit veränderten Gaupen | 09206915 |
| Direkt Bild zu diesem Denkmal hochladen | Huthaus des Dreibrüderschachtes und Bergschmiede im Wald                                                          | Neue Drei Brüder 1 (Karte)     | 1853/1854 (Kernbau)  | Als größtes Huthaus des Reviers Zeugnis des erzgebirgischen Bergbaus, von ortsgeschichtlicher und baugeschichtlicher Bedeutung. - Huthaus: Zweigeschossiger Massivbau, verputzt, im 20. Jahrhundert Dach zum dritten Geschoss ausgebaut, Schieferdeckung, mit Glockenturm und Wetterfahne, expressionistisch anmutende stehende Dachgauben und Dreiecksluken, - Bergschmiede: Eingeschossiger, massiver und verputzter Flachbau mit ehemals großen Rechteckfenstern | 09206920 |
| Direkt Bild zu diesem Denkmal hochladen | Wohnstallhaus eines ehemaligen Dreiseithofes                                                                      | Straße des Friedens 65 (Karte) | bezeichnet 1898      | Putzbau mit steilem Satteldach, Teil der alten Ortsstruktur, baugeschichtlich von Bedeutung. Stattlicher, zweigeschossiger Massivbau, breitgelagert, Kunststeingewände, steiles Dach | 09206912 |

## Huth
| Bild                                    | Bezeichnung                                          | Lage                | Datierung               | Beschreibung | ID       |
| --------------------------------------- | ---------------------------------------------------- | ------------------- | ----------------------- | --- | -------- |
| Direkt Bild zu diesem Denkmal hochladen | Wohnstallhaus und Scheune einer ehemaligen Schäferei | Huthweg 63a (Karte) | um 1700 (Wohnstallhaus) | Landschaftsprägende Hofanlage mit baugeschichtlicher, heimatgeschichtlicher und ortsgeschichtlicher Bedeutung. - Wohnstallhaus: Lang gestreckter Bau, Erdgeschoss massiv, Steingewände, Obergeschoss Fachwerk verputzt, Giebel massiv, Satteldach, - Scheune: Langgestreckter Bruchsteinbau (einheimischer Gneis) mit Graupelputz über rechteckigem Grundriss, zweigeschossig, Fassade geprägt durch schlitzartige Lüftungsfenster beziehungsweise Rundfenster, selten anzutreffende Scheune | 09206918 |

## Niederau
| Bild                                    | Bezeichnung                                                 | Lage                            | Datierung       | Beschreibung | ID       |
| --------------------------------------- | ----------------------------------------------------------- | ------------------------------- | --------------- | --- | -------- |
| Direkt Bild zu diesem Denkmal hochladen | Wohnhaus                                                    | Streckewalder Straße 51 (Karte) | bezeichnet 1831 | Obergeschoss Fachwerk, stattliches, im Tal gelegenes Wohnhaus, Teil der Bebauung um die Fischhäuser, landschaftstypisches Gebäude, baugeschichtlich von Bedeutung. Erdgeschoss massiv, Obergeschoss Fachwerk, Giebel verbrettert und verkleidet, Schlussstein bezeichnet „J.A.W. 1831“. | 09206845 |
|                                         | Villa und Villengarten mit Gartenpavillon und Brunnenanlage | Streckewalder Straße 70 (Karte) | um 1910         | Villa des Papierfabrikanten Freitag im Reformstil der Zeit um 1910, aufwändige Brunnenanlage und Gartenpavillon als Zubehör des Villengartens, baugeschichtlich, ortsgeschichtlich und gartenkünstlerisch von Bedeutung. - Vielgliedriger massiver Putzbau, zum Teil mit Sandsteingewänden, Bleiglasfenstern, reiche Dachlandschaft, im Obergeschoss zum Teil Fachwerk, - Park mit aufwändiger Brunnenanlage: zweifacher Schalenbrunnen mit Treppenanlage, kleiner Gartenpavillon. | 09206846 |

## Schönbrunn
| Bild                                    | Bezeichnung                                                                           | Lage                         | Datierung                                                        | Beschreibung | ID       |
| --------------------------------------- | ------------------------------------------------------------------------------------- | ---------------------------- | ---------------------------------------------------------------- | --- | -------- |
| Weitere Bilder                          | Empfangsgebäude, Bahnsteigüberdachung und Treppeneinhausung des Bahnhofes Wolkenstein | Am Bahnhof 67a (Karte)       | 1865 (Empfangsgebäude); um 1910 (Bahnsteig); 1913 (Unterführung) | Bahnhofsbauten an der Eisenbahnstrecke Annaberg-Buchholz unt Bf–Flöha (6644; sä. AF, Zschopautalbahn) sowie der Schmalspurbahn Wolkenstein–Jöhstadt (6975; sä. WJ; Preßnitztalbahn) verkehrshistorisch bemerkenswerter Bau, mit Anklängen an den Rundbogenstil | 09206818 |
|                                         | Meilenstein                                                                           | Annaberger Straße (Karte)    | nach 1858 (Meilenstein)                                          | Später Abzweigstein, verkehrsgeschichtlich von Bedeutung. Abzweigstein aus Sandstein mit bogigem oberen Abschluss, beschriftet: „Ehrenfriedersdorf“ | 09206902 |
|                                         | Postmeilensäule                                                                       | Annaberger Straße (Karte)    | bezeichnet 1724                                                  | Ganzmeilensäule, verkehrshistorische Bedeutung. - Ganzmeilensäule, Reihennummer 4, aufgestellt Postkurs Silberwagenweg Annaberg – Freiberg im OT Schönbrunn. Wahrscheinlich handelt es sich um eine Kopie, die aus Granit hergestellt wurde. - Sandsteinobelisk mit Wappen, verschiedene Inschriften „AR“ „Wolken 1/2 St“ und „1724“ | 09206848 |
| Weitere Bilder                          | Straßenbrücke über die Zschopau, mit Wappenstein                                      | Annaberger Straße (Karte)    | bezeichnet 1770                                                  | Baugeschichtlich, verkehrsgeschichtlich und landschaftsgestaltend von Bedeutung. Steinbrücke mit vier Bögen, am Brückenkopf kursächsisches Wappen | 09206844 |
| Direkt Bild zu diesem Denkmal hochladen | Wohnhaus                                                                              | Annaberger Straße 1c (Karte) | Anfang 20. Jahrhundert                                           | Lang gestrecktes Gebäude mit Fachwerkobergeschoss, baugeschichtlich und straßenbildprägend von Bedeutung. Zweigeschossiger Bau, Erdgeschoss massiv, Obergeschoss Fachwerk, Satteldach mit Dachhäuschen | 09206819 |
| Direkt Bild zu diesem Denkmal hochladen | Wohnhaus                                                                              | Dorfstraße 8 (Karte)         | 18. Jahrhundert, später verändert                                | Iinteressante Fachwerk-Konstruktion in ortsbildprägender Lage, baugeschichtlich von Bedeutung. Erdgeschoss massiv, Obergeschoss einriegeliges Fachwerk, Fenstergröße verändert, Giebel zum Teil verkleidet | 09206826 |
| Direkt Bild zu diesem Denkmal hochladen | Wohnstallhaus, Seitengebäude und Scheune eines Bauernhofes                            | Dorfstraße 9 (Karte)         | bezeichnet 1785                                                  | Stattliche Fachwerkgebäude in regionaltypischer Bauweise, baugeschichtlich, heimatgeschichtlich und ortsbildprägend von Bedeutung. - Wohnstallhaus: Lang gestreckt, verwinkelt, Erdgeschoss massiv, Steingewände, Türschlussstein bezeichnet „1785“, Giebel zum Teil massiv, Obergeschoss Fachwerk verschiefert, - Stallscheune zweigeteilt: Mit erhöht liegender Fachwerk-Scheune und tiefer gelegenem Stall (Erdgeschoss massiv, Obergeschoss Fachwerk). | 09206831 |
| Direkt Bild zu diesem Denkmal hochladen | Wohnstallhaus und Seitengebäude eines Winkelhofes                                     | Dorfstraße 10 (Karte)        | bezeichnet 1905                                                  | Beide Gebäude Obergeschoss Fachwerk, in ortsbildprägender Lage, baugeschichtlich von Bedeutung. - Wohnstallhaus: Erdgeschoss massiv, durch Garageneinbau verändert, Obergeschoss Fachwerk, Steingewände, originale Haustür, - Stallscheune: Erdgeschoss massiv, Obergeschoss Fachwerk, Steingewände. | 09206833 |
|                                         | Wohnhaus                                                                              | Dorfstraße 13 (Karte)        | 1. Hälfte 19. Jahrhundert                                        | Obergeschoss Fachwerk, in straßenbildprägender Lage, baugeschichtlich von Bedeutung. Erdgeschoss massiv, Obergeschoss Fachwerk | 09206834 |
| Direkt Bild zu diesem Denkmal hochladen | Wohnhaus                                                                              | Dorfstraße 14 (Karte)        | 1. Hälfte 19. Jahrhundert                                        | Obergeschoss Fachwerk verkleidet, in ortsbildprägender Lage, baugeschichtlich von Bedeutung. Erdgeschoss massiv, Obergeschoss Fachwerk verbrettert, Giebel massiv, Winterfenster, Dachhäuschen | 09206835 |
| Direkt Bild zu diesem Denkmal hochladen | Wohnstallhaus (ohne Anbau) eines Bauernhofes                                          | Dorfstraße 22 (Karte)        | Kern 18. Jahrhundert                                             | Stattlicher Fachwerkbau in ortsbildprägender Lage, baugeschichtlich von Bedeutung. Erdgeschoss massiv, Obergeschoss Fachwerk, Giebel verkleidet, Satteldach | 09206840 |
| Direkt Bild zu diesem Denkmal hochladen | Wohnhaus, Seitengebäude und Scheune eines Dreiseithofes                               | Dorfstraße 24                |                                                                  | | 09206841 |
| Direkt Bild zu diesem Denkmal hochladen | Wohnstallhaus und Scheune eines Zweiseithofes                                         | Dorfstraße 25 (Karte)        | bezeichnet 1889, im Kern älter                                   | Beide Gebäude Obergeschoss Fachwerk, Teil der alten Ortsstruktur, baugeschichtlich und heimatgeschichtlich von Bedeutung. - Wohnstallhaus: Erdgeschoss massiv, Obergeschoss Fachwerk verbrettert, Steingewände, Krüppelwalmdach mit Dachhäuschen, ein Fachwerkgiebel, - Scheune': Erdgeschoss massiv, Korbbogentür, Obergeschoss Fachwerk, verbrettert, Giebel verbrettert, Satteldach. | 09206842 |
| Direkt Bild zu diesem Denkmal hochladen | Wohnhaus (ohne Anbau)                                                                 | Dorfstraße 42c (Karte)       | Ende 19. Jahrhundert                                             | Kleines Wohnhaus mit Fachwerkobergeschoss, baugeschichtlich und ortsbildprägend von Bedeutung. Erdgeschoss massiv, Obergeschoss Fachwerk, originale Fenster und Tür, Satteldach | 09206832 |
| Direkt Bild zu diesem Denkmal hochladen | Wohnstallhaus (ohne Anbau), Seitengebäude und Scheune eines Dreiseithofes             | Dorfstraße 43 (Karte)        | bezeichnet 1847, Kern älter                                      | Stattliche Hofanlage in Holzbauweise, baugeschichtlich und ortsbildprägend von Bedeutung. - Wohnstallhaus: Erdgeschoss massiv, zum Teil Steingewände, Obergeschoss Fachwerk, ein Giebel zum Teil massiv, - Seitengebäude: Stattlicher Bau, Erdgeschoss massiv, Obergeschoss verbrettert, Krüppelwalmdach, Korbbogenfenster, Korbbogentür, - Scheune: Erdgeschoss Bruchstein, Obergeschoss verbrettert, Satteldach. | 09206828 |
| Direkt Bild zu diesem Denkmal hochladen | Wohnstallhaus                                                                         | Dorfstraße 46a (Karte)       | 1. Hälfte 19. Jahrhundert                                        | Fachwerkbau in ortsbildprägender Lage, baugeschichtlich von Bedeutung. Erdgeschoss massiv, Obergeschoss im Wohnbereich zum Teil massiv, Stall und Giebel Fachwerk, Winterfenster, Giebel verkleidet | 09206829 |
|                                         | Wohnhaus                                                                              | Häuslergasse 1h (Karte)      | um 1900                                                          | Frei auf einer Anhöhe stehender Putzbau mit übergiebeltem Mittelrisalit, baugeschichtlich und ortsbildprägend von Bedeutung. Zweigeschossiger Massivbau mit ausgebautem Dachgeschoss, mehrere Zwillingsfenster, Rundbogenfenster im Erdgeschoss (Rundbogenmotiv des gegenüberliegenden Bahnhofs aufnehmend), originale Haustür | 09206820 |
| Direkt Bild zu diesem Denkmal hochladen | Häuslerhaus mit Anbau                                                                 | Häuslergasse 3 (Karte)       | 2. Hälfte 19. Jahrhundert                                        | Obergeschoss Fachwerk, Teil der alten Ortsstruktur, ortsbildprägend in Hanglage, baugeschichtlich von Bedeutung. Erdgeschoss massiv, Steingewände, originale Tür, Obergeschoss Fachwerk, Scheunenanbau, Giebel verschiefert | 09206822 |
| Direkt Bild zu diesem Denkmal hochladen | Häuslerhaus                                                                           | Häuslergasse 4 (Karte)       | 1. Hälfte 19. Jahrhundert                                        | Obergeschoss Fachwerk verputzt, landschaftstypisches Gebäude, baugeschichtlich von Bedeutung. Zweigeschossiger Bau, verputzt, originale Tür und Fenster, Winterfenster erhalten (1999), Giebel verkleidet | 09206823 |
| Direkt Bild zu diesem Denkmal hochladen | Seitengebäude eines Zweiseithofes                                                     | Häuslergasse 6 (Karte)       | Mitte 19. Jahrhundert                                            | Fachwerkbau, baugeschichtlich von Bedeutung, durch erhöhte Lage ortsbildprägend. Erdgeschoss massiv, Obergeschoss Fachwerk | 09206824 |
| Direkt Bild zu diesem Denkmal hochladen | Wohnhaus                                                                              | Häuslergasse 44 (Karte)      | Kern 18. Jahrhundert                                             | Fachwerkbau Teil der alten Ortsstruktur, baugeschichtlich von Bedeutung. Erdgeschoss massiv, Tür mit Steingewänden, Winterfenster, Obergeschoss Fachwerk, Giebel zum Teil verschiefert | 09206825 |
| Weitere Bilder                          | Kirche mit Ausstattung und Kirchhof                                                   | Kirchstraße (Karte)          | 1718                                                             | Barocke Saalkirche, baugeschichtlich und ortsgeschichtlich von Bedeutung. - Ehemalige Wallfahrtskirche, barocke Saalkirche von 1718, Umbau in Jugendstilformen unter Theodor Quentin 1904, Restaurierungen 1965. Verputzter Bruchsteinbau mit geschweiften Ecken, durch Putzlisenen und -streifen sowie schmale Rechteckfenster gegliedert, der eingezogene Chor mit 3/8-Schluss. Auf dem Walmdach mit geschweiften Graten verschieferter Dachreiter. - Das flachgedeckte Innere mit dreiseitiger Empore, von der Umgestaltung 1904 geprägt. Der barocke Kanzelaltar mit Abendmahlsdarstellung. An der Kanzel bäuerliche Darstellung des Gekreuzigten und der Evangelisten, Anfang 18. Jahrhundert, - Göthel-Orgel, 1870 (mehrfach verändert), | 09206837 |
| Direkt Bild zu diesem Denkmal hochladen | Denkmal für die Gefallenen des Ersten und Zweiten Weltkrieges                         | Kirchstraße (Karte)          | Nach 1918                                                        | Ortsgeschichtlich von Bedeutung, Polygonmauer mit Marmor-Schriftplatten mit Namen der Gefallenen des Ersten und Zweiten Weltkrieges | 09307465 |
| Weitere Bilder                          | Ehemalige Scheune (heute Wohnhaus) und zwei Seitengebäude eines Vierseithofes         | Kirchstraße 34 (Karte)       | um 1750                                                          | Stattliche Hofanlage in unmittelbarer Nähe zur Kirche, baugeschichtlich, heimatgeschichtlich und ortsbildprägend von Bedeutung. - Scheune: Stattlicher Bau, Erdgeschoss massiv, zwei Sandsteintürgewände mit kräftig profiliertem Sturz und Zahnschnitt, Obergeschoss Fachwerk, Krüppelwalmdach, - Stallscheune: Erdgeschoss massiv, Obergeschoss Fachwerk, Satteldach, - Östliches Seitengebäude: Kleiner Massivbau. | 09206838 |
|                                         | Pfarrhaus                                                                             | Kirchstraße 36 (Karte)       | bezeichnet 1784                                                  | Stattliches Gebäude, Obergeschoss Fachwerk verkleidet, baugeschichtlich und ortsgeschichtlich von Bedeutung. Erdgeschoss massiv, Obergeschoss Fachwerk verbrettert, Krüppelwalmdach, Steingewände, im Türschlussstein bezeichnet „1784“. | 09206836 |
|                                         | Schule (heute Wohnhaus)                                                               | Kirchstraße 37 (Karte)       | 1. Hälfte 19. Jahrhundert                                        | Teil der alten Ortsstruktur, baugeschichtlich von Bedeutung. Erdgeschoss massiv, verputzt, Obergeschoss Fachwerk verbrettert, Giebel verschiefert, Satteldach | 09206839 |
|                                         | Wohnstallhaus und Seitengebäude mit Taubenhaus eines Vorwerks                         | Scheibe 48 (Karte)           | bezeichnet 1827 (im Kern älter).                                 | Prachtvolle, im Winkel zueinander stehende Fachwerkbauten, kleines Taubenhaus als Verbinder zwischen beiden Gebäuden, weitgehend original erhalten, landschaftsprägendes Vorwerk von Schloss Wolkenstein, baugeschichtlich und ortsgeschichtlich von Bedeutung. - Wohnstallhaus: Erdgeschoss massiv, Obergeschoss Fachwerk, Steingewände, langgestreckter Bau, sehr schöner Fachwerkgiebel, Krüppelwalmdach, - Stall: Erdgeschoss massiv, Obergeschoss Fachwerk, zum Wohnhaus mit Fachwerk-Taubenhaus verbunden, Stall original erhalten, dreischiffiges Gewölbe 17. Jahrhundert vom Vorgängerbau | 09206821 |

## Warmbad
| Bild           | Bezeichnung                                             | Lage                         | Datierung                        | Beschreibung | ID       |
| -------------- | ------------------------------------------------------- | ---------------------------- | -------------------------------- | --- | -------- |
|                | Badehaus                                                | Am Kurpark 2 (Karte)         | 1756                             | Ursprünglich lang gestreckter Bade- und Logierkomplex, heute noch das Badehaus (sogenanntes „Dachreiterhaus“) erhalten, als einer der ältesten Bauten des Kurkomplexes baugeschichtlicher und ortsgeschichtlicher Bedeutung. - Kernbau: Stattlicher zweigeschossiger Massivbau, verputzt, Fenstergewände aus Stein, dreiachsiger Anbau, massiv mit größeren Fenstern und anderen Geschosshöhen, hohes Krüppelwalmdach mit Dachhechten, Dachreiter mit Uhr, - Anbau: Erdgeschoss massiv, verputzt zum Teil verändert, Obergeschoss preußisches Fachwerk, Krüppelwalmdach schiefergedeckt mit Hecht, Giebel massiv mit Zierfachwerk                                                                                               | 09206932 |
|                | Ehemaliges Gästehaus                                    | Am Kurpark 3 (Karte)         | 1791                             | Gäste- und Badehaus der Kurfürstin Amalie Auguste von Sachsen, zeitweise Postgebäude, heute Sitz der Kurgesellschaft, Putzbau von lokalgeschichtlichem und baugeschichtlichem Wert. Eingeschossiges Badehaus, massiv und verputzt, auf rechteckigem Grundriss, auf jeder Seite mittiges Dachhäuschen im Walmdach, zurzeit in Rekonstruktion | 09206935 |
|                | Quellhaus                                               | Am Kurpark 3 (Karte)         | 1860/1861                        | In zentraler Lage im Kurbezirk, als Teil der alten Kuranlage von ortshistorischer Bedeutung. Schlichter, oktogonaler Brunnenpavillon in verputzter Massivbauweise mit großen Rechteckfenstern unter Zeltdach | 09206936 |
|                | Quellenanlage                                           | Am Kurpark 3                 |                                  | | 09206913 |
|                | Wohnhaus und vorgelagerte Heiste                        | Am Kurpark 6 (Karte)         | 2. Hälfte 19. Jahrhundert        | Historistischer Putzbau mit markantem Dach, zusammen mit der Heiste baugeschichtlich und ortsbildprägend von Bedeutung. Über hoher Natursteinheiste zweigeschossiger Massivbau, verputzt, umlaufende Gliederungen aus Eckquaderungen, Gurtgesimsen und historisierender Fensterzier aus Gewänden und geraden Verdachungen, hohes Mansarddach (wohl später in der Form ausgebaut) mit stehenden Gaupen unter hohen und spitzen Überdachungen | 09206934 |
|                | Kurpension                                              | Am Kurpark 8 (Karte)         | 2. Hälfte 19. Jahrhundert        | Schlichtes ehemaliges Logierhaus mit seitlicher Treppe, Zeugnis der Entwicklung des Fremdenverkehrs von ortsbildprägender und bauhistorischer Bedeutung. Über hohem Sockel mit seitlicher Treppe zweigeschossiger Massivbau mit steinernen Fenster- und Türgewänden zwischen zwei vortretenden zweiachsigen Risaliten, diese im Dachgeschoss zum Vollgeschoss ausgebaut, mit Zierfachwerk, Gebäude mit flachgeneigten Satteldach und Walmdächern mit weiten Dachüberständen, stilistisch zwischen italianisierender Villa (Baukörper und Kubatur) und Schweizerhausstil (Fachwerk und Dachüberstände) | 09206933 |
| Weitere Bilder | Pawlow-Haus                                             | Am Kurpark 9 (Karte)         | 1952–1954                        | Ehemaliges Sanatorium, erbaut als Bergarbeitersanatorium der SDAG Wismut, Bettenhaus mit Wintergarten und Saal, baugeschichtlich und ortsgeschichtlich bedeutsames Bauwerk, ortsbildprägend durch seine dominante Lage (Hauptblickachse zum Ort). Dreigeschossiger lang gestreckter Bau, Mittelteil hervortretend, Erdgeschoss massiv, Gneisplatten, unverputzt, Obergeschosse mit Zierfachwerk, Satteldach mit Schiefer, zentrales Uhrtürmchen, zwei Seitenflügel: dreigeschossige Putzbauten, hölzerne Wandelgänge talseitig, Wintergarten (Kurpavillon): am linken Seitenflügel, massiver Bau auf kreisrundem Grundriss, Rückseite verputzt, Vorderseite aus natursteinverkleideten Pfeilern, Flachdach                      | 09206941 |
| Weitere Bilder | Villa                                                   | Am Mühlweg 1 (Karte)         | Ende 19. Jahrhundert             | Historistischer Putzbau mit Zierfachwerk am Giebel, baugeschichtlich und ortsbildprägend von Bedeutung. Zweigeschossiger, massiver Putzbau in Hanglage, L-förmiger Grundriss, rustizierter Sockel, Fenstergewände Naturstein im Erdgeschoss, im Obergeschoss Vorhangbogenform, Dachgeschossgiebel mit geschweiftem Zierfachwerk, schiefergedecktes Krüppelwalmdach, Wendelstein ein Geschoss über das Dach erhöht, dort verbrettert und mit einer Haube abgeschlossen | 09206942 |
| Weitere Bilder | Zwei Wohnhäuser und Scheune der Hüttenmühle             | Hauptstraße 58; 58b (Karte)  | bezeichnet 1836 (altes Wohnhaus) | Älteres Wohnhaus mit Fachwerk-Obergeschoss, baugeschichtlich, ortsgeschichtlich und landschaftsprägend von Bedeutung. - Altes Wohnhaus: Erdgeschoss massiv, Türgewände Naturstein mit flachem Giebelabschluss, Türblatt, Türbeschläge, Klinken, Türknäufe original, Obergeschoss Fachwerk, Giebel Fachwerk, Krüppelwalmdach, langgezogener Dachhecht, - Neues Wohnhaus: Zweigeschossiger, massiver Putzbau, Sockel mit Gesims, Eingang mit vorgelegter Treppe, Vordach auf Kragsteinen, originales Türblatt, zweiteilig, Mansarddach mit Schopf und ausgebautem Zwerchdach, - Scheune: Massiver Sockel aus Gneisbruch, Einfahrtstor mit Schlussstein, Obergeschoss Holzkonstruktion verbrettert, Satteldach, Scheune gefährdet. | 09206943 |
|                | Kurheim                                                 | Hüttenmühlenstraße 1 (Karte) | bezeichnet 1890 (Kurheim)        | Mächtiges, ehemaliges Logierhaus am zentralen Kurbezirk, Zeugnis des Bäderaufschwunges um die Jahrhundertwende, von ortsbildprägender und baugeschichtlicher Bedeutung. Massivbau, verputzt, über hohem Sockelgeschoss mit drei Vollgeschossen unter italianisierend flachgeneigtem Dach, Fassaden mit Gurtgesimsen und historisierenden Fensterverdachungen und Eckgliederung, jeweilige Endachse treten risalitartig hervor, auf den Risaliten flache Attika mit Sandsteinobelisken und halbkreisförmigem Aufsatz, Inschrift: „FR W.Uhlig Erben 1890“ | 09206938 |
|                | Wohnhaus, Seitengebäude und Scheune eines Dreiseithofes | Hüttenmühlenstraße 2 (Karte) | Ende 19. Jahrhundert             | Wohnhaus im Schweizerstil, Hofanlage als Teil des Kurensembles, baugeschichtlich und ortsgeschichtlich von Bedeutung. - Wohnhaus: Dreigeschossig, massiv, Putzbau, Erdgeschoss mit Eckquadern, Gurtgesims, leicht profilierte Fenstergewände, die zwei Obergeschoss an den Seitenflügeln mit Zierfachwerk, schiefergedeckte Satteldächer, - Stallscheune: Verputzter, massiver Bau, Scheuneneinfahrt, Stallfenster, zwei Bergetüren mit einfachem Dreieckgiebelabschluss | 09206940 |